# Evidencia de antepasado común
La evidencia de un antepasado común en los Seres vivos, que han encontrado durante décadas científicos que trabajan en numerosos campos, demuestra la descendencia común de estos seres, que la vida en la Tierra se desarrolló a partir de un último antepasado universal, que la evolución existe y que puede demostrar los procesos naturales que han dado como resultado la biodiversidad de la vida en la Tierra. Esta evidencia apoya la síntesis evolutiva moderna, la actual teoría científica que explica cómo y por qué cambia la vida a lo largo del tiempo. Los biólogos evolucionistas han documentado evidencias de antepasados comunes realizando predicciones verificables, probando hipótesis y desarrollando teorías que ilustran y describen sus causas.
La comparación de secuencias genéticas de ADN ha revelado que los organismos filogenéticamente próximos tienen un mayor grado de similitud secuencial que los organismos filogenéticamente alejados. Se pueden encontrar más pruebas de la descendencia común en detritus genéticos como los pseudogenes, regiones del ADN ortólogas a un gen en un organismo relacionado, pero que ya no tienen actividad y parecen estar experimentando un proceso continuo de degeneración por acumulación de mutaciones.
Los fósiles son importantes para estimar cuándo se desarrollaron distintos linajes en la escala temporal geológica. Como la fosilización es un suceso poco común, en la que se debe combinar la existencia de partes duras del cuerpo y la muerte en las cercanías de un lugar donde se depositen sedimentos, el registro de fósiles solo proporciona información dispersa y discontinua sobre la evolución de la vida. La evidencia científica de organismos anteriores al desarrollo de partes duras como conchas, huesos y dientes es particularmente escasa, pero existe en forma de microfósiles, así como de impresiones de distintos organismos de cuerpo blando. El estudio comparativo de la anatomía de grupos de animales muestra rasgos fundamentalmente similares u homólogos, demostrando relaciones filogenéticas y ancestrales con otros organismos, sobre todo cuando se comparan con fósiles de antiguos organismos extinguidos. Las estructuras vestigiales y la comparación del desarrollo embrionario son factores esenciales del parecido anatómico coherente con la descendencia común. Como los procesos metabólicos no dejan fósiles, la investigación de la evolución de los procesos celulares básicos se hace sobre todo por comparación con la fisiología y bioquímica de organismos existentes. Muchos linajes se bifurcan en distintos estados del desarrollo, por lo que es posible determinar cuándo aparecieron ciertos procesos metabólicos comparando las características de los descendientes de un antepasado común. La organización bioquímica universal y los patrones de variación molecular de todos los organismos también muestran una relación directa con ancestros comunes.
Otras pruebas se desprenden del campo de la biogeografía, puesto que la evolución con ancestros comunes proporciona la explicación mejor y más exhaustiva de numerosas cuestiones relacionadas con la distribución geográfica de plantas y animales por todo el mundo. Este hecho es particularmente evidente en el campo de la biogeografía insular. Junto con la tectónica de placas, el antepasado común proporciona una forma de combinar la actual distribución de especies con el registro de fósiles para obtener una explicación coherente de cómo ha cambiado la distribución de los organismos vivos a lo largo del tiempo.
El desarrollo y propagación de bacterias resistentes a los antibióticos, al igual que la diseminación de formas de plantas e insectos resistentes a los pesticidas, prueba que la evolución causada por la selección natural es un proceso en marcha en el mundo natural. También se han observado casos de separación de poblaciones de una especie en grupos de nuevas especies (especiación), tanto en laboratorio como en la naturaleza. Es más, la evidencia del antepasado común trasciende la experimentación directa en laboratorio con la crianza selectiva de organismos —actual e histórica— y otros experimentos controlados. Este artículo explica los distintos tipos de pruebas de la evolución con antepasado común junto con muchos ejemplos especializados de cada caso.

## Evidencia a partir de la fisiología y la bioquímica comparativas

### Genética

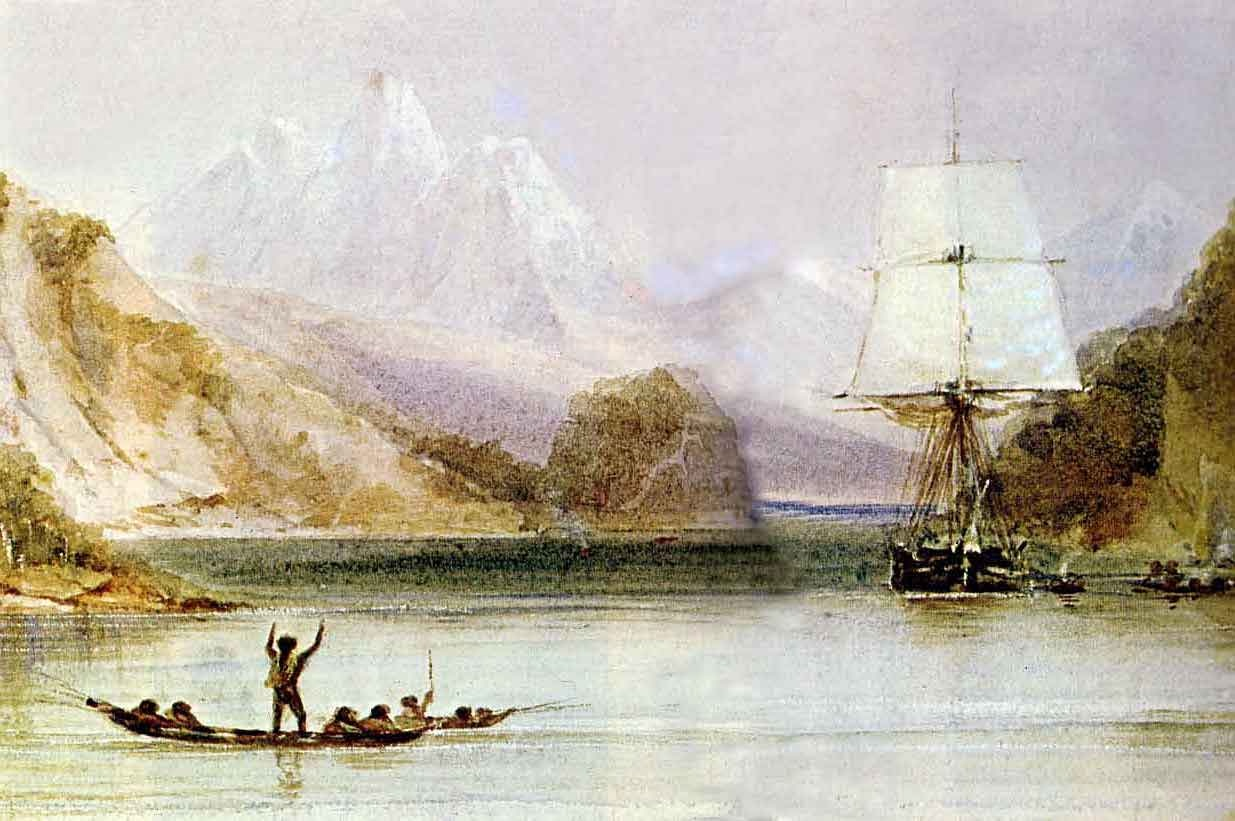
Durante su viaje en el HMS Beagle, Charles Darwin recopiló numerosos especímenes, muchos de ellos nuevos para la ciencia, que después apoyaron su teoría de la evolución por selección natural

Una de las más firmes evidencias de ancestro común viene del estudio de secuencias genéticas. El análisis comparativo de secuencias examina la relación entre las secuencias de ADN de distintas especies, que resulta en varias líneas de evidencias que confirman la hipótesis original de Darwin sobre el ancestro común. Si dicha hipótesis es cierta, las especies que comparten un antepasado común han heredado la secuencia de ADN de este antepasado, así como sus mutaciones exclusivas. En las especies más estrechamente relacionadas se observan más sustituciones y secuencias idénticas que en las especies con relación más distante.
La prueba más simple y rotunda procede de la reconstrucción filogenética. Este tipo de reconstrucción, sobre todo cuando se hace con secuencias de proteínas de evolución lenta, suele ser bastante convincente y se puede utilizar para reconstruir una buena parte de la historia evolutiva de los organismos modernos (e incluso en ocasiones, de organismos extinguidos, como en el caso de las secuencias genéticas recuperadas de mamuts y neandertales). Estas filogenias reconstruidas recopilan las relaciones establecidas a través de estudios morfológicos y bioquímicos. Las reconstrucciones más detalladas se basan en los genomas mitocondriales compartidos por todos los organismos eucariotas, cortos y fáciles de secuenciar. Las reconstrucciones más generales se elaboran utilizando secuencias de un reducido grupo de proteínas muy antiguas o de ARN ribosómico.
Las relaciones filogenéticas también incluyen una considerable cantidad de elementos secuenciales sin función: repeticiones, transposones, pseudogenes y mutaciones en la secuencias de codificación de proteínas que no provocan cambios en las secuencias de los aminoácidos. Aunque más tarde puede descubrirse que una pequeña parte de estos elementos tienen alguna funcionalidad, en conjunto demuestran que la identidad debe ser producto de un antepasado común y no de una función común.

#### Organización bioquímica universal y patrones de varianza molecular
Todos los organismos existentes (supervivientes) están basados en los mismos procesos bioquímicos: información genética codificada como ácido nucleico (ADN o ARN en muchos virus), transcrito en ARN, después traducido a proteínas (es decir, polímeros de aminoácidos) por ribosomas altamente conservados. Quizás aún más revelador sea el hecho de que el código genético (la «tabla de traducción» entre el ADN y los aminoácidos) es prácticamente el mismo para todos los organismos, lo que significa que una fracción de ADN en una bacteria se codifica en el mismo aminoácido que en una célula humana. Toda vida existente utiliza el ATP como fuente de energía. Una comprensión más profunda de la biología del desarrollo muestra que la morfología común es, de hecho, producto de los elementos genéticos compartidos. Por ejemplo, aunque se cree que los ojos tipo cámara evolucionaron de forma independiente en numerosas ocasiones distintas, comparten un conjunto común de proteínas sensibles a la luz (opsinas), lo que sugiere un punto común en el origen de todas las criaturas con visión. Otro ejemplo notable es el plano corporal de los vertebrados, cuya estructura está controlada por los genes Hox.

#### Secuencias de ADN
La comparación de secuencias de ADN permite agrupar a los organismos por similitud de dichas secuencias. Los árboles filogenéticos resultantes suelen ser congruentes con la taxonomía tradicional y a menudo se utilizan para reforzar o corregir clasificaciones taxonómicas. La comparación de secuencias se considera una medida lo suficientemente fiable como para corregir presunciones erróneas en árboles filogenéticos en los que es difícil aplicar otras pruebas. Por ejemplo, las secuencias de ADN humano neutro divergen aproximadamente un 1,2 % (por las sustituciones) de las de su pariente genético más próximo, el chimpancé, un 1,6 % de las del gorila, y un 6,6 % de las del babuino. La evidencia de la secuenciación genética permite, por tanto, inferir y cuantificar la relación genética entre humanos y otros simios. Para hallar una relación filogenética más general entre toda la vida existente se utilizó la secuencia del ARNr 16S, un gen vital que codifica parte del ribosoma. El análisis, originalmente realizado por Carl Woese, dio como resultado el sistema de tres dominios, que defiende dos grandes rupturas en la primitiva evolución de la vida. La primera condujo a las bacterias modernas y la siguiente a las arqueobacterias y a los eucariotas.
Hay organismos muy diferentes que comparten algunas secuencias de ADN. La teoría de la evolución ha predicho que las diferencias en estas secuencias de ADN entre dos organismos deberían corresponder a las diferencias biológicas entre ellos según su anatomía y el tiempo que ha pasado desde que esos dos organismos se separaron en el curso de la evolución, como se ha visto en las pruebas fósiles. El índice de acumulación de esos cambios debería ser bajo en algunas secuencias, concretamente en los que codifican proteínas o ARN críticos, y alto en otros casos que codifican proteínas y ARN menos críticos. Pero en cada secuencia específica, el índice de cambio debería ser aproximadamente constante a lo largo del tiempo. Estos resultados se han confirmado experimentalmente. Un ejemplo son las secuencias de ADN que se codifica para ARNr, altamente conservado, y otro, las secuencias que se codifican para cadenas de fibrinopéptidos (cadenas de aminoácidos que se descartan durante la formación de fibrina) altamente no conservados.

#### Retrovirus endógenos
Los retrovirus endógenos o ERV son secuencias que quedan en el genoma a causa de antiguas infecciones virales que ha sufrido un organismo. Los retrovirus (o virogenes) se transmiten siempre a la generación siguiente al organismo que sufrió la infección. Como este tipo de incidentes es raro y aleatorio, el hecho de encontrar posiciones cromosómicas idénticas de un virogen en dos especies diferentes sugiere que existe un ancestro común. Los felinos presentan una instancia notable de secuencias virogénicas que demuestran un ancestro común. En el árbol filogénico estándar de los felinos, los de tamaño pequeño (Felis chaus, Felis silvestris, Felis nigripes y Felis catus) divergen de los grandes, como la subfamilia Pantherinae y otros carnívoros. El hecho de que los felinos pequeños presenten un ERV del que carecen los grandes sugiere que el gen apareció en el ancestro de los pequeños después de que se produjera la división. Otro ejemplo es el que se observa entre los humanos y los chimpancés. Los humanos contienen numerosos ERV que suponen un considerable porcentaje del genoma, entre el 1% y el 8% según la fuente. Los humanos y los chimpancés comparten siete ocurrencias distintas de virogenes, mientras que todos los primates comparten retrovirus similares de acuerdo con la filogenia.

#### Proteínas
La evidencia proteómica también confirma el ancestro universal de la vida. En todos los seres vivos, de las bacterias más primitivas a los mamíferos más complejos, se encuentran proteínas esenciales, como los ribosomas, las ADN polimerasas y las ARN polimerasas. El corazón de la proteína se conserva a lo largo de todos los linajes, realizando funciones similares. Los organismos más sofisticados han desarrollado subunidades proteicas adicionales que afectan considerablemente la regulación y las interacciones proteína-proteína del corazón. Otras semejanzas dominantes entre los linajes de organismos existentes, como el ADN, el ARN, los aminoácidos y la bicapa lipídica, apoyan la teoría del ancestro común. Los análisis filogenéticos de las secuencias proteicas de distintos organismos producen similares árboles de relación entre todos los organismos. La quiralidad del ADN, el ARN y los aminoácidos se conserva en toda la vida conocida. Como no existe ventaja funcional en la quiralidad molecular izquierda o derecha, la hipótesis más simple es que la elección se hizo de forma aleatoria en los organismos más primitivos y ha pasado a toda la vida existente por descendencia común. El ADN basura proporciona más pruebas para reconstruir los linajes ancestrales, como los pseudogenes, genes «muertos» que acumulan mutaciones de forma continuada.

#### Pseudogenes
Los pseudogenes, también conocidos como «ADN no codificante», son ADN extra en un genoma que no se transcribe en ARN para sintetizar proteínas. Parte de este ADN no codificante tiene funciones conocidas, y al resto, sin función alguna, se le denomina «ADN basura».  Este ADN basura es un ejemplo de vestigio, ya que la replicación de estos genes consume energía, que se desperdicia en la mayoría de los casos. También se puede producir un pseudogén cuando un gen codificante acumula mutaciones que le impiden transcribirse, convirtiéndolo en no funcional. Pero al no estar transcrito, puede desaparecer sin afectar al funcionamiento del organismo, a menos que proporcione algún beneficio como ADN no codificante. Los pseudogenes no funcionales pueden transferirse a especies posteriores, lo que las etiqueta como descendientes de especies anteriores.

#### Otros mecanismos
También hay un gran número de evidencias moleculares de numerosos mecanismos de cambios evolutivos, por ejemplo: el genoma y la duplicación genética, que facilitan una rápida evolución proporcionando cantidades sustanciales de material genético con pocas limitaciones o restricciones no selectivas; la transferencia genética horizontal, proceso de transferencia de material genético a otra célula que no desciende de la primera, lo que permite que las especies adquieran genes beneficiosos de otras especies; la recombinación genética, capaz de equiparar grandes números de alelos y de establecer mecanismos de aislamiento reproductivo. La teoría Endosimbiótica explica el origen de las mitocondrias y los plastos (por ejemplo, los cloroplastos), que son orgánulos de células eucariotas, como la incorporación de antiguas células procariotas en antiguas células eucariotas. En lugar del desarrollo rápido de orgánulos eucariotas, esta teoría ofrece la explicación de un repentino salto evolutivo con la incorporación de material genético y bioquímico de una especie distinta. Se han encontrado evidencias que apoyan este mecanismo en la protista Hatena: como predador, engulle una célula de alga verde, que posteriormente se comporta como organismo endosimbiótico, alimentando a la Hatena, que a su vez pierde su aparato digestivo y se comporta como un autótrofo.
Como los procesos metabólicos no dejan fósiles, la investigación de la evolución de los procesos celulares básicos se hace sobre todo por comparación con organismos existentes. Muchos linajes divergen cuando aparecen nuevos procesos metabólicos, y teóricamente es posible determinar cuándo aparecieron algunos de estos procesos metabólicos comparando los rasgos de los descendientes de un ancestro común, o detectando sus manifestaciones físicas. Por ejemplo, la aparición de oxígeno en la atmósfera terrestre está vinculada con la evolución de la fotosíntesis.

### Ejemplos específicos

#### Cromosoma 2 en humanos

La fusión de cromosomas ancestrales dejó restos característicos de telómeros y un centrómero vestigial

Se encuentran evidencias de la evolución del «Homo sapiens» desde un ancestro común con los chimpancés en el número de cromosomas de los humanos, en comparación con los demás miembros de la familia de los homínidos. Todos los homínidos tienen 24 pares de cromosomas, excepto los humanos, que tienen 23. El cromosoma humano 2 es el resultado de la fusión de dos cromosomas ancestrales por su extremo.
Estas evidencias incluyen:
- La correspondencia del cromosoma 2 con dos cromosomas de los simios. El pariente más cercano a los humanos, el chimpancé común, tiene secuencias de ADN casi idénticas al cromosoma 2, pero se encuentran en dos cromosomas distintos. Esto también sucede en el gorila y el orangután.[22][23]
- La presencia de un centrómero vestigial. Normalmente, un cromosoma solo tiene un centrómero, pero en el cromosoma 2 hay restos de un segundo centrómero.[24]
- La presencia de telómeros vestigiales. Estos telómeros solo se suelen encontrar en los extremos de un cromosoma, pero el cromosoma 2 tiene secuencias adicionales de telómeros en el centro.[25]

Por tanto, el cromosoma 2 presenta evidencias muy sólidas del ancestro común a los humanos y otros hominoideos. Según J. W. IJdo, «Inferimos que la posición clonada en los cósmidos c8.1 y c29B es la reliquia de una antigua fusión de telómeros, y marca el punto en el que dos cromosomas ancestrales de los simios se fusionaron para producir el cromosoma humano 2».

#### Citocromos c y b
Un ejemplo clásico de evidencia bioquímica de la evolución es la varianza de la ubicua proteína citocromo c en las células vivas (todos los organismos la tienen, porque realiza funciones vitales muy básicas). La varianza del citocromo c de los distintos organismos se mide en el número de aminoácidos diferentes, siendo cada aminoácido distinto el resultado de una sustitución de par de bases, una mutación. Si suponemos que cada uno de estos aminoácidos distintos es el resultado de una sustitución de par de bases, se puede calcular el tiempo que hace que dos especies se separaron multiplicando el número de pares de bases sustituidas por el tiempo estimado que tarda en transmitirse hereditariamente cada una de estas sustituciones. Por ejemplo, si el tiempo medio que tarda un par de bases del citocromo c en mutar es de N años, y el número de aminoácidos que conforman la proteína citocromo c en los monos difiere en uno del de los humanos, llegamos a la conclusión de que las dos especies se separaron hace N años.
La estructura primaria del citocromo c consiste en una cadena de unos 100 aminoácidos. Muchos organismos de órdenes superiores poseen cadenas de 104 aminoácidos.
La molécula del citocromo c ha sido extensamente estudiada por la explicación que ofrece de la biología evolutiva. Los pollos y los pavos tienen una homología secuencial idéntica (aminoácido a aminoácido), al igual que los cerdos, las vacas y las ovejas. Los humanos y los chimpancés comparten una molécula idéntica, mientras que los macacos Rhesus se diferencian en uno de los aminoácidos: el aminoácido 66° es la isoleucina en los primeros y treonina en el último.
Lo que hace que estas similitudes homólogas sugieran un ancestro común en el caso del citocromo c, además del hecho de que las filogenias derivadas coinciden con otras filogenias, es el alto grado de redundancia funcional de la molécula de citocromo c. Las distintas configuraciones de aminoácidos no afectan significativamente a la funcionalidad de la proteína, lo que indica que las sustituciones de par de bases no forman parte de un diseño dirigido, sino que son el resultado de mutaciones aleatorias no sujetas a una selección.
Además, el citocromo b suele utilizarse como región del ADN mitocondrial para determinar las relaciones filogenéticas entre organismos, gracias a la variabilidad de su secuencia. Se considera muy útil para determinar la relación entre familias y géneros. Los estudios comparativos en los que interviene el citocromo b han dado como resultado nuevos esquemas de clasificación y se han utilizado para asignar especies nuevas a un género, además de profundizar en la comprensión de las relaciones evolutivas.

#### Origen africano de los humanos modernos
Los modelos matemáticos de la evolución, promovidos por Sewall Wright, Ronald Fisher y J. B. S. Haldane y divulgados por la teoría de difusión de Motō Kimura, permiten hacer predicciones sobre la estructura genética de las poblaciones en evolución. El examen directo de la estructura genética de las poblaciones modernas por medio de la secuenciación de ADN ha permitido verificar muchas de estas predicciones. Por ejemplo, la teoría del origen africano del hombre, que afirma que los humanos modernos se originaron en África y una pequeña subpoblación emigró fuera del continente (originando un cuello de botella poblacional), implica que las poblaciones modernas deberían mostrar la firma de este patrón migratorio. Concretamente, las poblaciones posteriores al cuello de botella (europeos y asiáticos) deberían mostrar una menor diversidad genética general y una distribución más uniforme de frecuencias de alelos que la población de África. Ambas predicciones han sido confirmadas por datos reales de numerosos estudios.

## Evidencias de la anatomía comparativa
El estudio comparativo de la anatomía de grupos de animales o plantas revela que ciertos rasgos estructurales son básicamente similares. Por ejemplo, la estructura básica de todas las flores consiste en sépalos, pétalos, ovarios, estilo y estigma, pero el tamaño, el color, el número de partes y la estructura específica son distintos en cada especie. La anatomía neural de los restos fósiles también puede compararse utilizando técnicas de imagen avanzadas.

### Atavismos

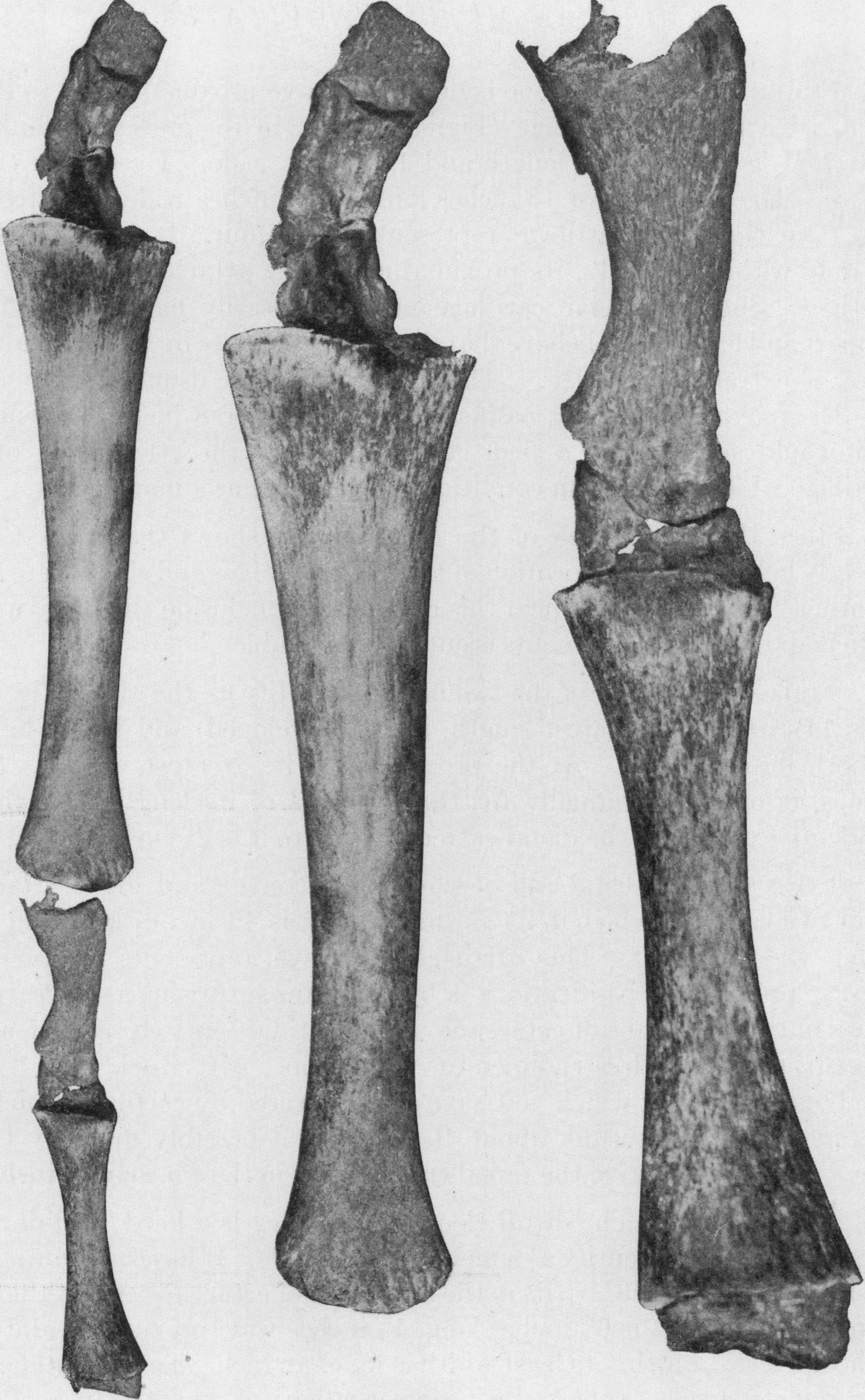
Patas traseras de una ballena jorobada expuestas en el American Museum en 1921

Los atavismos son retrocesos evolutivos, rasgos que reaparecen después de haber desaparecido generaciones atrás. Los atavismos existen porque a menudo se preservan en el ADN rasgos fenotípicos previos, aunque estos genes no se expresen en la mayor parte de los organismos que los poseen. Por ejemplo, las patas traseras de algunas serpientes o ballenas (en julio de 1919, un barco que operaba cerca de Vancouver capturó una ballena que presentaba patas de 1,27m de largo), los dedos extra de los ungulados, que ni siquiera llegan a tocar el suelo, los dientes de los pollos, la reemergencia de la reproducción sexual en la vellosilla y en los crotónidos, así como los pezones, los grandes caninos y la cola en los humanos.

### Biología evolutiva del desarrollo y desarrollo embrionario
La biología evolutiva del desarrollo es el campo de la biología que compara el proceso de desarrollo de distintos organismos para determinar relaciones ancestrales entre especies. Una gran variedad de genomas de organismos contiene una pequeña fracción de genes que controlan su desarrollo. Los genes Hox son un ejemplo de estos tipos de genes, casi universales, que apuntan a un ancestro común. Las evidencias embrionarias proceden de la comparación del desarrollo embrionario de distintos organismos y las similitudes entre sus embriones. En ocasiones aparecen y desaparecen restos de rasgos ancestrales en distintas fases del proceso de desarrollo embrionario, por ejemplo, crecimiento y pérdida de pelo (lanugo) durante el desarrollo humano, el desarrollo y degeneración de un saco vitelino, el paso de sapos y salamandras por el estado larvario —con características típicas de las larvas acuáticas— dentro del huevo, aunque después eclosionan individuos preparados para la vida terrestre, o la aparición de estructuras similares a las agallas (arco faríngeo) durante el desarrollo embrionario de los vertebrados. Señalemos que, en los peces, los arcos siguen desarrollándose como arcos branquiales, mientras que, en los humanos, por ejemplo, derivan en diversas estructuras situadas entre la cabeza y el cuello.

### Estructuras homólogas y evolución divergente (adaptativa)
Si grupos muy apartados de organismos se originaron a partir de un ancestro común, es de esperar que tengan ciertas características básicas en común. El grado de parecido entre dos organismos debería indicar hasta qué punto están relacionados en la evolución:
- Se supone que los grupos con poco en común divergieron de un antepasado común mucho antes en la historia geológica que los grupos con mucho en común.
- Para decidir lo próxima que es una relación entre dos animales, los anatomistas comparativos buscan estructuras fundamentalmente similares, aunque tengan distintas funciones en los ejemplares adultos. Estas estructuras se describen como homólogas y sugieren un origen común.
- En los casos en que estructuras similares tienen distintas funciones en los adultos, puede ser necesario rastrear su origen y su desarrollo embrionario. Un origen similar de su desarrollo sugiere que son la misma estructura, y por tanto derivan de un ancestro común.

El hecho de que un grupo de organismos compartan una estructura homóloga especializada en realizar varias funciones para adaptarse a distintas condiciones y modos de vida, se llama radiación adaptativa. La propagación gradual de organismos con radiación adaptativa se conoce como evolución divergente.

### Clasificaciones y jerarquías anidadas
La taxonomía se basa en el hecho de que todos los organismos están relacionados con los demás en jerarquías anidadas que se basan en las características que comparten. La mayoría de las especies existentes pueden tipificarse fácilmente en una clasificación jerárquica anidada, lo que se hace evidente en el sistema de Linneo. Basándonos en características derivadas compartidas, los organismos estrechamente relacionados pueden agruparse en un género, varios géneros pueden agruparse en una familia, varias familias pueden agruparse en un orden, etc. La existencia de estas jerarquías anidadas fue reconocida por muchos biólogos antes de Darwin, pero él demostró que podían explicarse con su teoría de la evolución y sus ramificaciones a partir de un ancestro común. Darwin describió cómo el ancestro común podía proporcionar una base lógica para la clasificación:

Todas la precedentes reglas y medios y dificultades en la clasificación pueden explicarse, si no me engaño mucho, admitiendo que el sistema natural está fundado en la descendencia con modificación; que los caracteres que los naturalistas consideran como demostrativos de verdadera afinidad entre dos o más especies son los que han sido heredados de un antepasado común, pues toda clasificación verdadera es genealógica, que la comunidad de descendencia es el lazo oculto que los naturalistas han estado buscando inconscientemente (...)
Charles Darwin, El origen de las especies

#### Árboles evolutivos
Un árbol evolutivo (por ejemplo, el de los amniotas, el último ancestro común de mamíferos y reptiles, y de todos sus descendientes) ilustra las condiciones iniciales que causaron los patrones evolutivos de similitud (por ejemplo, todos los amniotas producen un huevo en el que se encuentra el amnios) y los patrones de divergencia entre linajes (por ejemplo, los mamíferos y los reptiles son ramas de un ancestro común en los amniotas). Los árboles evolutivos proporcionan modelos conceptuales de sistemas en evolución que se creían limitados en el campo de las predicciones a partir de una teoría. No obstante, los filogramas se usan para inferir predicciones con muchas más probabilidades de acierto que la simple especulación. Por ejemplo, los paleontólogos utilizan esta técnica para hacer predicciones sobre rasgos impreservables en organismos fósiles, como los dinosaurios con plumas, y los biólogos moleculares la utilizan para plantear predicciones sobre el metabolismo del ARN y las funciones de las proteínas. Por tanto, los árboles evolutivos son hipótesis que se refieren a hechos específicos, como las características de los organismos (escamas, plumas, pelo), proporcionando pruebas a los patrones de descendencia, y una explicación causal de las modificaciones (por ejemplo, la selección natural) en cualquier linaje dado. Los biólogos prueban la teoría evolutiva con métodos filogenéticos sistemáticos que miden hasta qué punto una hipótesis (un patrón de ramas concreto en un árbol evolutivo) incrementa la probabilidad de la evidencia (la distribución de caracteres en los linajes). Las pruebas a las que se somete una teoría serán más severas si las predicciones «son más difíciles de observar cuando el suceso causal no ha ocurrido» «La verificabilidad es una medida de hasta qué punto la hipótesis despeja las dudas sobre la evidencia».

### Estructuras vestigiales
Una evidencia clara y directa del ancestro común viene de las estructuras vestigiales. Partes rudimentarias del cuerpo, las que son más pequeñas y tienen una estructura más simple que las partes correspondientes de la especie ancestral se denominan órganos vestigiales. Suelen estar degenerados o subdesarrollados. La existencia de órganos vestigiales puede explicarse por los cambios en el entorno o la forma de vida de las especies. Estos órganos eran funcionales en la especie ancestral, pero ahora están inutilizados o han cambiado de finalidad. Por ejemplo, la pelvis de las ballenas, los halterios (alas traseras) de moscas y mosquitos, las alas de las aves no voladoras, como el avestruz, las hojas de las xerófilas (como los cactus) o de las plantas parásitas (como la cuscuta). En ocasiones, la función original de una estructura vestigial ha sido sustituida por otra. Por ejemplo, en la actualidad los halterios de los dípteros ayudan a equilibrar al insecto durante el vuelo, y los avestruces utilizan las alas en sus rituales de apareamiento.

### Ejemplos específicos
(A) Estado primitivo — morder y mascar; por ejemplo el saltamontes, que posee fuertes mandíbulas y maxilas para procesar la comida. 

(B) Tantear y morder: por ejemplo, la abeja, con labio largo para recoger el néctar y mandíbulas que pueden mascar polen y moldear cera.

(C) Succionar: por ejemplo la mariposa, con labro reducido, mandíbulas desaparecidas, maxilas en forma de tubo para sorber.

#### Estructuras traseras en las ballenas
Las ballenas presentan partes de extremidades traseras reducidas, como huesos pélvicos y patas (fig. 5a). Ocasionalmente, los genes que se codifican para formar las extremidades más largas causan que las ballenas modernas desarrollen patas. El 28 de octubre de 2006 se capturó un delfín de nariz de botella con un par de patas traseras. Estos cetáceos con patas muestran un ejemplo de atavismo pronosticado por su ancestro común

#### Boca y apéndices de los insectos
Muchas especies distintas de insectos tienen partes de la boca derivadas de las mismas estructuras embrionarias, lo que indica que estas partes son modificaciones de los rasgos de un ancestro común. Estas partes son labro (labio superior), un par de mandíbulas, hipofaringe, un par de maxilas y un labio (Fig. 5b). La evolución ha provocado el agrandamiento y la modificación de estas estructuras en algunas especies, mientras que en otras se han reducido o desaparecido. Estas modificaciones permiten a los insectos nutrirse de una gran variedad de fuentes alimenticias.
La boca y antenas de los insectos se consideran homólogas a las patas de los insectos. Se ven desarrollos paralelos en algunos arácnidos: el par anterior de patas puede estar modificado de forma similar a las antenas, concretamente en el escorpión látigo, que camina con seis patas. Estos cambios apoyan la teoría de que a menudo surgen modificaciones complejas por duplicidad de los componentes, transformándose los duplicados en direcciones distintas.

#### Estructura pélvica de los dinosaurios
De forma similar al miembro pentadáctilo de los mamíferos, los dinosaurios más primitivos se dividieron en dos órdenes, los saurisquios y los ornitisquios. Se clasifican en un orden u otro de acuerdo con lo que demuestran los fósiles. La imagen 5c muestra que los saurisquios primitivos se parecían a los ornistisquios primitivos. El patrón de la pelvis en todas las especies de dinosaurios es un ejemplo de estructuras homólogas. Cada orden de dinosaurio tiene huesos pélvicos ligeramente distintos, que evidencian un ancestro común. Además, las aves modernas tienen ciertas similitudes con la estructura pélvica de los antiguos saurisquios, lo que indica la evolución de las aves a partir de los dinosaurios. Esto también puede observarse en la imagen 5c, en la rama «aves» del suborden terópodos.

#### Extremidad pentadáctila
El patrón de huesos de las extremidades que se denomina pentadáctilo es un ejemplo de estructuras homólogas (fig. 5d). Se encuentra en todas las clases de tetrápodos (de los anfibios a los mamíferos). Incluso se puede rastrear hasta las aletas de ciertos peces fósiles, como el Tiktaalik. La extremidad tiene un solo hueso proximal (húmero), dos huesos distales (cúbito y radio), una serie de huesos carpianos en la muñeca, seguidos de cinco series de metacarpianos en la palma y de falanges que forman los dedos. Las estructuras fundamentales de las extremidades pentadácticas son iguales en todos los tetrápodos, lo que indica que se originaron a partir de un antepasado común. Pero a lo largo de la evolución, estas estructuras fundamentales se han modificado, convirtiéndose en estructuras superficialmente distintas y no relacionadas, que sirven a diferentes funciones surgidas al adaptarse el organismo a diversos entornos y formas de vida. Este fenómeno se muestra en las patas delanteras de los mamíferos. Por ejemplo:
- En el mono, las patas delanteras se han alargado considerablemente para formar una mano prensil que les permite trepar y balancearse entre los árboles.
- En el cerdo, el primer dedo ha desaparecido, y el segundo y quinto dedos se han reducido. Los dos dedos restantes son más largos y gruesos que el resto, y terminan en una pezuña en la que se apoya el cuerpo.
- En el caballo, las patas delanteras están adaptadas para sostener y correr gracias a que el tercer dedo se ha alargado enormemente y posee una pezuña.
- El topo tiene un par de extremidades anteriores cortas y en forma de pala para excavar sus madrigueras.
- El oso hormiguero utiliza su tercer dedo alargado para derribar hormigueros y nidos de termitas.
- En la ballena, los miembros anteriores se han convertido en aletas para mantener la dirección y el equilibrio mientras nadan.
- En el murciélago, las patas delanteras se han convertido en alas gracias al gran desarrollo de cuatro dedos que han quedado unidos por una membrana, mientras que el primer dedo, con forma de gancho, queda libre para permitirle colgarse de árboles y paredes.

#### Nervio laríngeo recurrente en las girafas
El nervio laríngeo recurrente es una cuarta rama del nervio vago, uno de los pares craneales. En los mamíferos, su recorrido es inusualmente largo. Como parte del nervio vago, sale del cerebro, recorre el cuello hasta el corazón, rodea la aorta dorsal y vuelve hasta la laringe, atravesando de nuevo el cuello (fig. 5e).
Este trayecto no es óptimo ni siquiera para los humanos, y en las jirafas resulta aún menos óptimo. Debido a la longitud de su cuello, el nervio laríngeo recurrente puede llegar a medir hasta 4 m, a pesar de que su ruta óptima sería una distancia de pocos centímetros.
La ruta indirecta de este nervio es el resultado de la evolución de los mamíferos a partir de los peces, que no tenían cuello y poseían un nervio relativamente corto que inervaba las agallas y pasaba cerca del arco branquial. En los mamíferos actuales, las agallas inervadas se han convertido en la laringe y el arco branquial es ahora la aorta dorsal.

#### Ruta del conducto deferente

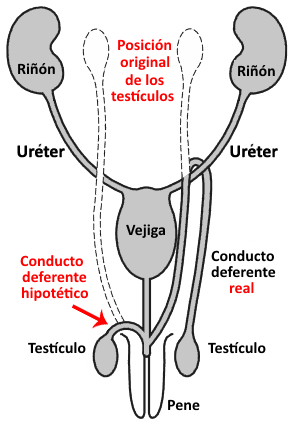
Ruta del conducto deferente desde el testículo al pene

Al igual que el nervio laríngeo en las jirafas, el conducto deferente forma parte del aparato reproductor masculino de muchos vertebrados; transporta esperma desde el epidídimo antes de la eyaculación. En los humanos, el conducto deferente sube desde el testículo, pasa por encima del uréter y vuelve a bajar hasta la uretra y el pene. Se cree que este inusual recorrido se debe al descenso de los testículos durante el curso de la evolución humana, probablemente a causa de la temperatura. Cuando descendieron los testículos, el conducto deferente se alargó para acomodar el «gancho» accidental que se formó sobre el uréter.

## Evidencia de la paleontología

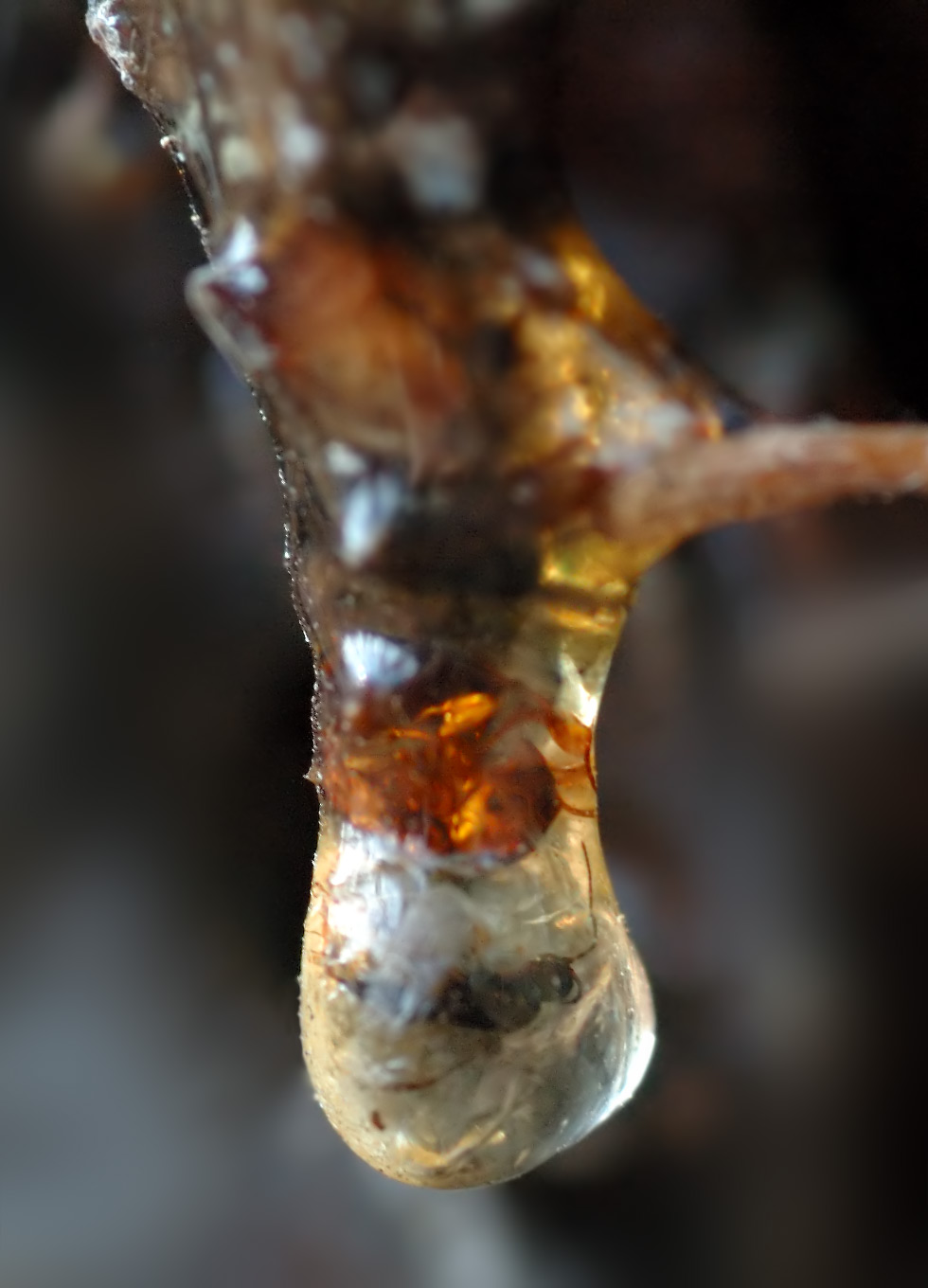
Insecto atrapado en resina.

Cuando los organismos mueren, a menudo se descomponen rápidamente, o son consumidos por los carroñeros, sin quedar evidencias permanentes de su existencia. No obstante, en ocasiones algunos organismos quedan preservados. Las trazas de organismos de épocas geológicas pasadas incrustados en rocas por procesos naturales se denominan fósiles. Estos fósiles son extremadamente importantes para conocer la historia evolutiva de la vida en la tierra, ya que proporcionan pruebas directas de la evolución y detallada información sobre la ascendencia de los organismos. La Paleontología es el estudio de la vida en el pasado basándose en los fósiles y su relación con los distintos periodos geológicos.
Para que se produzca la fosilización, las huellas y restos de organismos deben quedar rápidamente enterrados, de forma que se evite la meteorización y la descomposición. Las estructuras óseas y otras partes duras de los organismos son los restos fósiles más comunes. También existen vestigios «fósiles» en forma de moldes, vaciados o huellas de organismos antiguos.
Cuando muere un animal, los materiales orgánicos se deterioran gradualmente, de forma que los huesos se vuelven porosos. Si el animal queda después enterrado en barro, las sales minerales se infiltran en los huesos y rellenan gradualmente los poros. Los huesos se endurecen hasta alcanzar la textura de la piedra y se conservan como fósiles. Este proceso se conoce como petrificación. Si un animal muerto queda cubierto por arena a causa del viento, que después se convierte en barro gracias a la lluvia o las inundaciones, puede ocurrir el mismo proceso. Aparte de la petrificación, los cadáveres de organismos pueden conservarse muy bien en hielo, en resinas endurecidas de coníferas (ámbar), en alquitrán o en turba anaeróbica ácida. En ocasiones el fósil puede ser una traza, una impresión o una forma. Entre los ejemplos hay huellas fosilizadas en capas endurecidas.

### Registro fósil

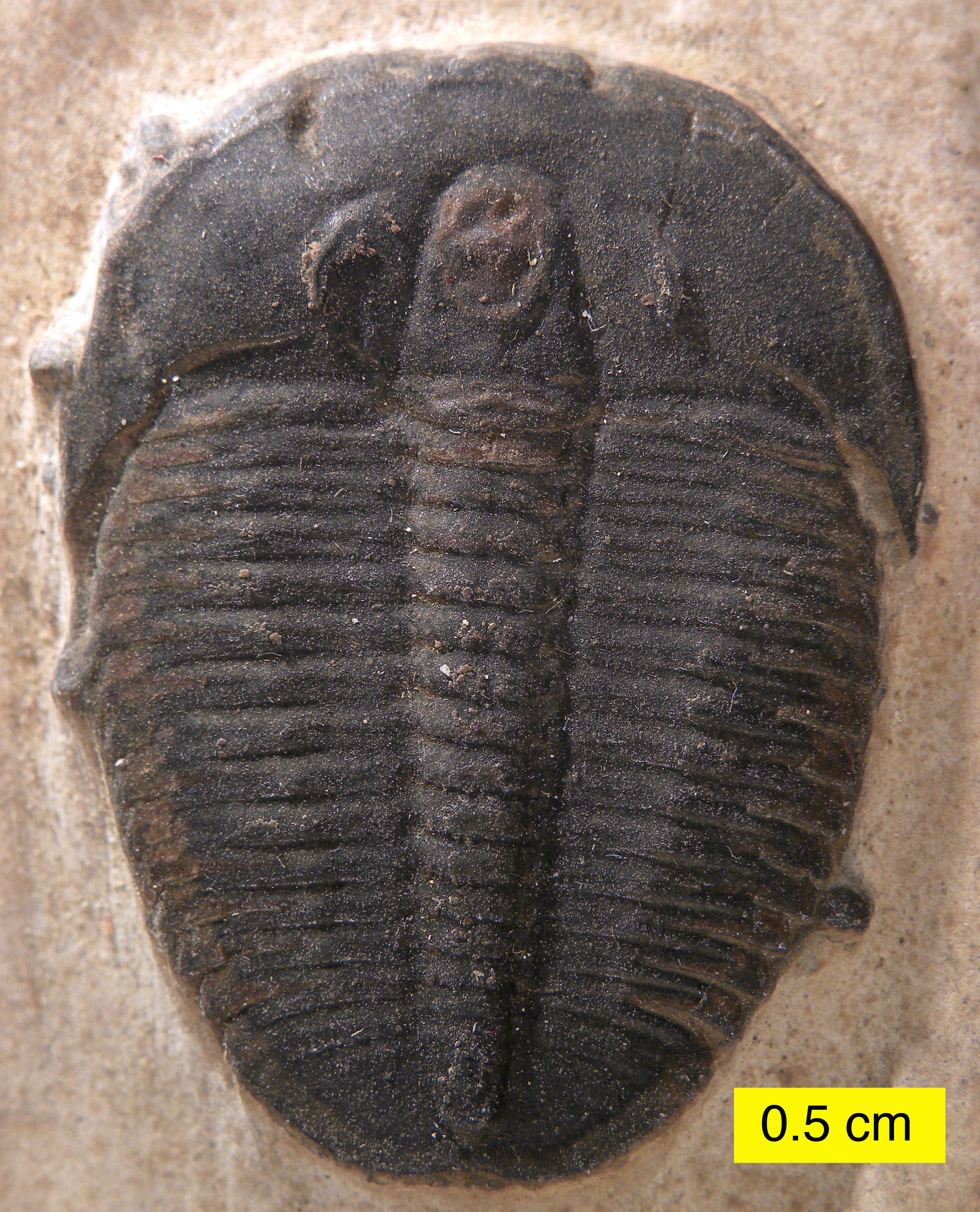
Fósil de trilobites. Los trilobites eran artrópodos de concha dura relacionados con los cangrejos herradura y las arañas, que aparecieron en cantidades importantes hace unos 540 Ma, y se extinguieron hace unos 250 Ma

Colocando el registro fósil de un grupo concreto de organismos en secuencia cronológica es posible inferir cómo evolucionó dicho grupo. Dicha secuencia puede determinarse porque los fósiles se encuentran mayoritariamente en rocas sedimentarias. Estas rocas están ordenadas en capas llamadas estratos, cada una de las cuales contiene los fósiles típicos del tiempo en el que se formaron. El principio de superposición de estratos nos dice que los inferiores son los más antiguos y contienen, por tanto, los fósiles más primitivos, mientras que los superiores son los más jóvenes y contienen los fósiles más recientes.
Los descubrimientos de fósiles también muestran una sucesión de animales y plantas. Al estudiar el número y complejidad de los distintos fósiles en diferentes niveles estratigráficos, se ha observado que las rocas más antiguas de las que contienen fósiles presentan menos tipos de organismos fosilizados y poseen una estructura más simple, mientas que las rocas más jóvenes cuentan con una mayor variedad de fósiles, a menudo con estructuras progresivamente más complejas.
Durante muchos años, los geólogos no habían podido estimar la edad absoluta de los estratos y los fósiles que contienen. En la actualidad, la edad de los fósiles se puede datar con mucha precisión midiendo las proporciones de elementos radiactivos y estables en las rocas, la denominada datación radiométrica, complementados con métodos, como los paleomagnéticos.
En el registro fósil, las especies presentes en niveles estratigráficos primitivos desaparecen en niveles posteriores. En términos evolutivos, esto se interpreta como un indicador de las épocas en las que se originó y extinguió la especie. Las regiones geográficas y las condiciones climáticas han variado a través de la historia de la Tierra. Puesto que los organismos estaban adaptados a entornos concretos, las condiciones, constantemente cambiantes, y la competencia con otras especies entre otras causas, favorecieron a las especies que se adaptaron a nuevos entornos gracias al mecanismo de la selección natural.

#### Alcance del registro fósil

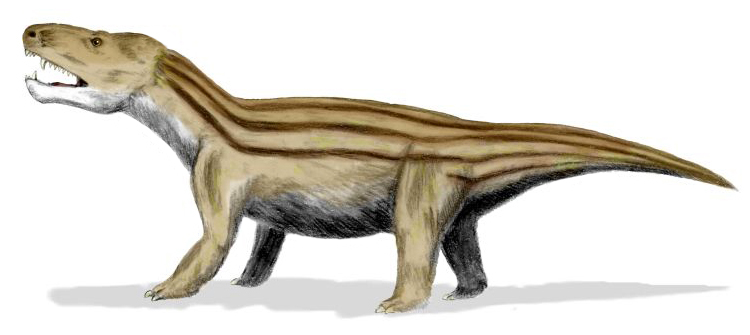
El Cynognathus, un eucinodonte –infraorden perteneciente al orden de los terápsidos («reptiles similares a los mamíferos»)–, antepasado de todos los mamíferos modernos

A pesar de la relativa dificultad de que se den las condiciones adecuadas para la fosilización, se conocen aproximadamente 250 000 especies fósiles. El número de fósiles que representa esta cifra varía de una especie a otra, pero se eleva a varios millones: por ejemplo, se han encontrado más de tres millones de fósiles de la última glaciación en el Rancho La Brea de Los Ángeles. Quedan aún muchos fósiles en la tierra, en distintas formaciones geológicas conocidas por contener una alta densidad de estos elementos, lo que permite estimar el contenido total de fósiles de cada formación. Un ejemplo es la formación Beaufort de Sudáfrica, perteneciente al supergrupo Karoo, que ocupa la mayor parte del país, y es rica en fósiles de vertebrados como los terápsidos (forma transicional de reptil a mamífero). Se calcula que esta formación contiene 800 000 millones de fósiles de vertebrados

### Limitaciones
El registro fósil es una importante fuente para que los científicos puedan rastrear la historia evolutiva de los organismos. No obstante, dadas las limitaciones inherentes al registro, no existen escalas precisas de formas intermedias entre grupos relacionados de especies. Esta falta de continuidad de los fósiles en el registro es una considerable limitación para analizar la ascendencia de los grupos biológicos. Los fósiles transicionales que muestran formas intermedias y que al ser descubiertos ocupan lo que hasta entonces era un vacío en el conocimiento, se suelen denominar «eslabones perdidos».
Existe un vacío de unos 100 millones de años entre el principio del periodo Cámbrico y el final del Ordovícico. El principio del Cámbrico es la época en la que se encuentran numerosos fósiles de esponjas, Cnidarios (como las medusas), equinodermos, moluscos (como los caracoles) y artrópodos (como los trilobites). El primer animal que posee los rasgos típicos de los vertebrados, el arandaspis, se ha datado a finales del periodo ordovícico. Por tanto, se han encontrado pocos fósiles de tipo intermedio entre los invertebrados y los vertebrados, aunque hay candidatos, como la Pikaia, encontrada en el esquisto de Burgess, y sus parientes de los esquistos de Maotianshan, la Myllokunmingia, el Yunnanozoon, la Haikouella y el Haikouichthys.
El hecho de que los registros fósiles no estén completos se debe, entre otras razones, a:
- En general, las probabilidades de que un organismo se fosilice son muy reducidas.
- Es menos probable que ciertas especies o grupos se fosilicen porque están formados por tejidos blandos.
- Es menos probable que ciertas especies o grupos se fosilicen porque viven (y mueren) en condiciones que no son favorables a la fosilización.
- La erosión y los movimientos tectónicos han destruido muchos fósiles.
- La mayoría de los fósiles están fragmentados.
- Algunos cambios evolutivos se producen en los límites de la gama ecológica de una especie, y como estas poblaciones son presumiblemente pequeñas, las probabilidades de fosilización son menores (ver Equilibrio puntuado).
- De forma similar, cuando cambian las condiciones del entorno, es probable que la población de una especie se reduzca drásticamente, y por tanto es difícil que cualquier cambio evolutivo inducido por estas nuevas condiciones acabe viéndose en los fósiles.
- La mayoría de los fósiles dan información sobre la forma externa, pero muy poca sobre cómo funcionaba el organismo.
- Tomando como guía la biodiversidad de la época actual, podemos inferir que los fósiles descubiertos representan solo una pequeña fracción de la gran cantidad de especies que vivieron en el pasado.

#### Evolución del caballo

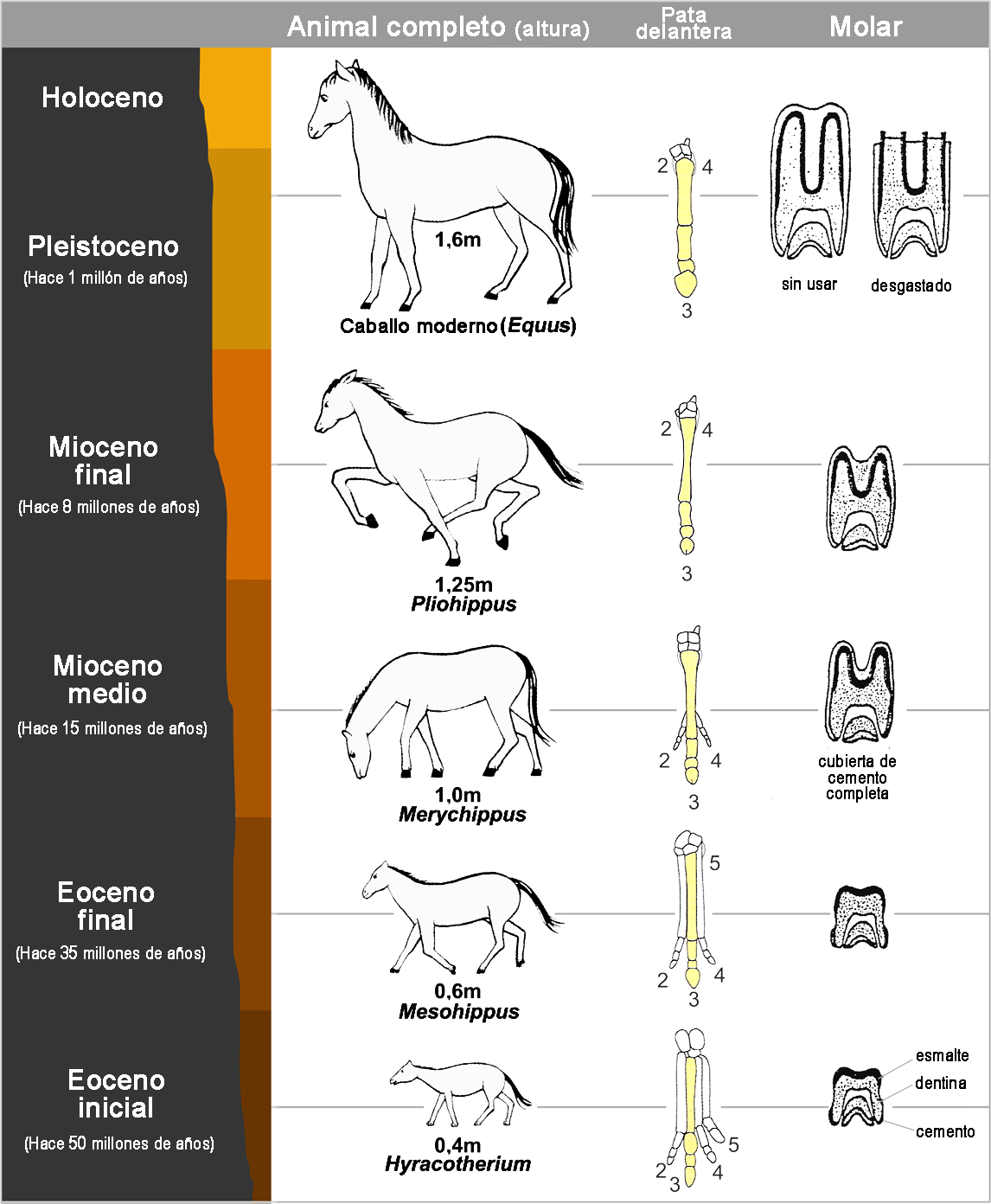
Esquema simplificado de la evolución de los équidos que muestra la reconstrucción de las especies fósiles obtenidas de sucesivos estratos rocosos

Gracias a un registro fósil casi completo encontrado en depósitos sedimentarios de Norteamérica que comprenden desde principios del Eoceno hasta el presente, el caballo proporciona uno de los mejores ejemplos de la historia evolutiva (filogenia).
Esta secuencia evolutiva comienza con un pequeño animal llamado Hyracotherium (comúnmente denominado Eohippus), que vivió en Norteamérica hace unos 54 millones de años, extendiéndose después a Europa y Asia. Los restos fósiles del Hyracotherium muestran tres diferencias fundamentales con el caballo moderno: era un animal pequeño (del tamaño de un zorro); de estructura ligera y adaptado a la carrera, tenía patas cortas, finas y de pezuñas alargadas, de forma que los dedos eran casi verticales, con cuatro dedos en las extremidades anteriores y tres en las posteriores; los incisivos eran pequeños, y los molares presentaban coronas bajas con puntas redondeadas cubiertas de esmalte.
El desarrollo probable del Hyracotherium al Equus (el moderno caballo) pasa por al menos 12 géneros y varios cientos de especies. Las principales tendencias que se aprecian en el desarrollo del caballo ante los cambios en las condiciones del entorno pueden resumirse de la siguiente forma:
- Incremento del tamaño (de 0,4 a 1,5 m) (de 15 a 60 pulgadas)
- Alargamiento de las patas y las pezuñas
- Reducción de los dedos laterales
- Incremento de la longitud y grosor del tercer dedo
- Incremento de la anchura de los incisivos
- Sustitución de los premolares por molares
- Incremento de la longitud de los dientes, molares con corona.

Las plantas fosilizadas que se encuentran en los distintos estratos muestran que las marismas y bosques en los que vivía el Hyracotherium se fueron secando gradualmente. En cierto punto, su supervivencia llegó a depender de que la cabeza estuviera en una posición elevada para poder tener una buena visión de la campiña que le rodeaba, y de que desarrollara una gran velocidad que le permitiera escapar de los predadores, de ahí el incremento de talla y la sustitución de las patas abiertas –poco prácticas en un terreno más seco y duro– por patas unguladas. Los cambios en los dientes pueden explicarse por el cambio en la dieta, de vegetación blanda a pasto. Se ha seleccionado un género dominante en cada periodo geológico para mostrar la lenta alteración del linaje del caballo desde su forma ancestral a la moderna.

#### Transición de pez a anfibio
Antes de 2004, los paleontólogos habían encontrado fósiles de anfibios con cuello, orejas y cuatro patas en rocas de hasta 365 millones de años. En rocas de más de 385 millones de años solo se encontraban peces sin estas características anfibias. La teoría evolutiva predijo que puesto que los anfibios evolucionaron a partir de los peces, debía haber una forma intermedia en rocas de entre 365 y 385 millones de años. Esta forma intermedia debería presentar muchas características de los peces, y al mismo tiempo muchas de los anfibios. En 2004, una expedición a varias islas del Ártico canadiense, buscando esta forma concreta de fósil en rocas de 375 millones de años, descubrió fósiles de tiktaalik. No obstante, algunos años más tarde, científicos polacos encontraron evidencias de tetrápodos que predaban al Tiktaalik.

## Evidencia de la distribución geográfica
Los datos sobre la presencia o ausencia de especies en los distintos continentes e islas (biogeografía) pueden proporcionar evidencias de un ancestro común y arrojar luz sobre los patrones de la especiación.

### Biogeografía de islas

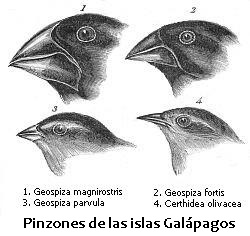
Cuatro de las 13 especies de pinzones encontrados en las islas Galápagos han evolucionado diversificando la forma de sus picos para adaptarlos a las distintas fuentes de alimentos

#### Tipos de especies encontrados en islas
Las evidencias de la biogeografía de islas han desempeñado un importante papel histórico en el desarrollo de la biología evolutiva: las faunas y flora insulares tienen más afinidades de parentesco con las del continente más próximo a cada isla que entre sí. En lo que respecta a la biogeografía, las islas se dividen en dos clases. Las islas continentales, como Gran Bretaña y Japón, son islas que en algún momento han formado parte de un continente. Las islas oceánicas, como la Islas Hawái, las Galápagos o Santa Elena son islas que se han formado en el océano y nunca pertenecieron a ningún continente. La distribución de las plantas y animales nativos de las islas oceánicas tienen un equilibrio que las distingue de la biota de los continentes y las islas continentales. En las islas oceánicas no hay mamíferos terrestres (en ocasiones hay murciélagos y focas), anfibios ni peces de agua dulce. En algunos casos se encuentran reptiles terrestres (como las iguanas y las tortugas gigantes de las islas Galápagos), pero son casos raros, a pesar de que las especies introducidas por el hombre en estas islas –ratas, cabras, cerdos, gatos, ratones y sapos marinos suelen prosperar. Empezando por Charles Darwin, muchos científicos han llevado a cabo experimentos que demuestran que los tipos de animales y plantas presentes y ausentes en las islas oceánicas cumplen la teoría de que estas islas fueron colonizadas accidentalmente por plantas y animales que consiguieron llegar a ellas. Esta colonización accidental pudo hacerse por vía aérea, si los pájaros migratorios trajeron semillas de plantas o el viento empujó hacia las islas a murciélagos e insectos, o bien producirse por el mar: algunas semillas, como los cocos, pueden soportar la inmersión en agua salada, y ciertos reptiles sobreviven largos periodos en bancos de vegetación empujados al mar por las tormentas.

#### Endemismo
Muchas de las especies encontradas en islas remotas son endémicas de una isla o archipiélago concreto, lo que significa que no se encuentran en ninguna otra parte del mundo. Por ejemplo, numerosos pájaros no voladores de Nueva Zelanda, los lémures de Madagascar, el dragón de la isla de komodo, el drago de Socotra y el tuárata de Nueva Zelanda, entre otras. No obstante, muchas de estas especies endémicas están emparentadas con especies que se encuentran en islas o continentes cercanos: un ejemplo bien conocido es la relación de los animales que habitan las Galápagos con los propios de Sudamérica. El tipo de plantas y animales que se encuentran en las islas oceánicas, el gran número de especies endémicas de estas islas y la relación de dichas especies con las que habitan los continentes cercanos quedan explicados por la teoría de que las islas fueron colonizadas por especies de lugares próximos que evolucionaron a especies endémicas: las que existen actualmente en ellas.
Existen otros tipos de endemismos que no afectan a islas, sino que se aprecian en territorios o lagos aislados. Por ejemplo, las tierras altas de Etiopía, el lago Baikal y los bosques de nueva Caledonia. Entre los organismos que viven en zonas aisladas, podemos señalar el kagú de Nueva Caledonia, la rata nebulosa de los bosques tropicales de la isla filipina de Luzón, el árbol cirio (Fouquieria columnaris) de la península de Baja California, la foca del Baikal y el Omul del lago Baikal.

#### Radiación adaptativa
Las islas oceánicas están habitadas con frecuencia por grupos de especies estrechamente relacionadas que ocupan una gran variedad de nichos ecológicos que suelen estar ocupados por especies muy diferentes en los continentes. Estos grupos, como los pinzones de las Galápagos, el mielero hawaiano, ciertos miembros de la familia del girasol en el archipiélago Juan Fernández y los gorgojos de la madera de Santa Elena, se denominan radiaciones adaptativas, ya que fue una única especie la que colonizó una isla (o archipiélago) y después se diversificó para llenar todos los nichos ecológicos disponibles. Estas radiaciones pueden ser verdaderamente espectaculares: 800 especies de la mosca del vinagre, la drosophila, casi la mitad de las variedades del mundo, son endémicas de las islas Hawái. Otro ejemplo ilustrativo son las espadas plateadas, un grupo de 30 especies de plantas también exclusivas de las islas Hawái, entre las que hay árboles, arbustos, enredaderas y plantas rastreras que viven del nivel del mar hasta las altas laderas volcánicas, en hábitats que varían de los desiertos al bosque húmedo. Sus parientes más próximos son las madias de la costa oeste norteamericana. Estas madias tienen semillas pegajosas, lo que facilita su distribución por pájaros migratorios. Además, casi todas las especies de la isla pueden cruzarse, y con frecuencia los híbridos son fértiles.
Las islas continentales tienen biotas menos diferenciadas, pero las que llevan mucho tiempo separadas del continente también poseen especies endémicas y radiaciones adaptativas, como las 75 especies de lémures de Madagascar y las 11 especies extintas de moas de Nueva Zelanda.

### Especies anillo

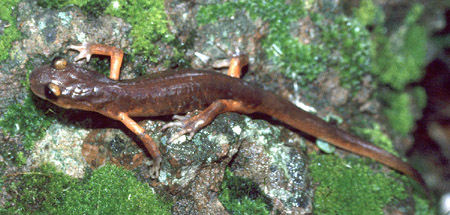
La salamandra roja, que forma un anillo alrededor del Valle Central de California

En biología, una especie anillo es una serie conectada de poblaciones vecinas que pueden cruzarse con poblaciones emparentadas más o menos estrechamente, en las que existen al menos dos especies en los «extremos» de la serie que se encuentran tan distantes que no pueden reproducirse entre ellas. A menudo, estas poblaciones distantes coexisten en la misma región, lo que crea un «anillo». Las especies anillo proporcionan importantes pruebas de la evolución, ya que ilustran lo que sucede a lo largo del tiempo cuando las poblaciones experimentan una divergencia genética, y representan en poblaciones vivas lo que ha sucedido a lo largo del tiempo entre poblaciones antiguas desaparecidas hace mucho y las especies existentes. Si alguna de las poblaciones intermedias entre los dos extremos del anillo hubiera desaparecido, no habría una línea continua reproductiva y cada extremo sería una especie diferente.

### Ejemplos específicos

#### Distribución delglossopteris
La combinación de la deriva continental y la evolución puede usarse en ocasiones para predecir lo que se encontrará en el registro de fósiles. El glossopteris es una especie extinta de helecho con semilla del periodo Pérmico. El glossopteris aparece en el registro fósil alrededor del principio del Pérmico en el antiguo continente de Gondwana. La deriva continental explica la actual biogeografía del árbol. Los fósiles de glossopteris se encuentran hoy en estratos pérmicos de Sudáfrica, sureste de África, Madagascar, norte de India, Australia, Nueva Zelanda, y en zonas repartidas por el borde norte de la Antártida. Durante el Pérmico, estos continentes estaban conectados en un único continente llamado Gondwana (ver figura 6a), según indican las líneas magnéticas, otras distribuciones de fósiles y los surcos glaciares, que apuntan en dirección contraria al clima templado del Polo Sur durante el Pérmico

#### Distribución de los marsupiales
La historia de los marsupiales también es un ejemplo de cómo las teorías de la evolución y de la deriva de los continentes pueden combinarse para predecir qué se encontrará en el registro fósil. El sinodelphys, el miembro más antiguo del grupo metatheria —clado que agrupa a los marsupiales y a sus parientes extintos—, se encuentra en la China actual. Los metaterios se extendieron hacia el oeste, a la moderna Norteamérica (cuando aún se encontraba unida a Eurasia) y de ahí a Sudamérica, que estuvo conectada con América del Norte hasta hace unos 65 Ma. Los marsupiales llegaron a Australia vía la Antártida hace unos 50 Ma, poco después de que Australia se separara, lo que indicaría la dispersión de una sola especie.
La teoría de la evolución sugiere que los marsupiales australianos descienden de otros más antiguos encontrados en América. La teoría de la deriva continental dice que hace entre 30 y 40 millones de años, Sudamérica y Australia todavía formaban parte del supercontinente de Gondwana, y estaban conectados por tierras que ahora pertenecen a la Antártida. Por tanto, combinando las dos teorías, los científicos predijeron que los marsupiales emigraron de lo que hoy es Sudamérica a través de la actual Antártida hace entre 30 y 40 millones de años. En 1982 se encontró un primer marsupial fósil de la extinta familia Polydolopidae en la isla Seymour de la península Antártica. Después se han encontrado más fósiles, entre ellos miembros de los órdenes marsupiales de los didélfidos (zarigüeyas) y los microbioterios, y también ungulados y un miembro del enigmático orden extinto de los gondwanaterios, posiblemente un sudamerica.

#### Migración, aislamiento y distribución del camello
La historia del camello es un ejemplo de cómo la evidencia fósil puede utilizarse para reconstruir la migración y la evolución subsecuente. El registro fósil indica que la evolución de los camélidos comenzó en Norteamérica (ver fig. 6c), desde donde migraron hace 6 millones de años a través del estrecho de Bering hacia Asia, y después a África. Más tarde, hace 3,5 millones de años, cruzaron el istmo de Panamá hacia América del Sur. Una vez aislados, evolucionaron siguiendo sus propias líneas, dando lugar al camello bactriano y el dromedario en Asia y África, y a la llama y sus parientes en América del Sur. Los camélidos se extinguieron en Norteamérica a finales de la última glaciación.

## Evidencia de la selección observada
De la observación directa de la selección natural sobre el terreno o en el laboratorio se desprenden a menudo ejemplos de la evolución. Los científicos han observado y documentado multitud de acontecimientos en los que se aprecia la acción de la selección natural. Un ejemplo bien conocido es la resistencia a los antibióticos en el campo médico. La selección natural es equivalente al antepasado común en cuanto a que el hecho de que se produzca largo plazo y las presiones selectivas pueden conducir a la diversidad de la vida en la Tierra tal como hoy la conocemos. Todas las adaptaciones —documentadas o no— están causadas por la selección natural (y otros procesos menores). Los siguientes ejemplos solo son una pequeña parte de los experimentos y observaciones reales.

### Ejemplos específicos de la selección natural en laboratorio y sobre el terreno

#### Evolución experimental
La evolución experimental utiliza experimentos controlados para comprobar hipótesis y teorías de la evolución. Uno de los primeros experimentos fue el que William Dallinger realizó un poco antes de 1880, sometiendo microbios al calor con la intención de forzar cambios adaptativos. Su experimento duró unos siete años, y los resultados fueron muy bien acogidos cuando se publicaron, pero él no continuó con los ensayos después de que fallara el equipo.
Un ejemplo bien conocido a gran escala de la evolución experimental es el experimento de la evolución a largo plazo de la bacteria E. coli realizado por Richard Lenski. Lenski observó que tras miles de generaciones, algunas cepas de E. coli adquirían una compleja capacidad: la de metabolizar citrato. El biólogo evolutivo Jerry Coyne, criticando el creacionismo, comentó: «Lo que más me gusta es que demuestra que se pueden conseguir estos complejos rasgos evolucionando gracias a una combinación de sucesos improbables. Eso es justo lo que el creacionismo dice que no puede ocurrir». Además de los cambios metabólicos, se comprobó que diferentes poblaciones de bacterias divergían tanto en su morfología (el tamaño general de la célula) y su adecuación (que se mide compitiendo con sus ancestros). Este experimento a largo plazo sobre la evolución de la E. coli, que comenzó en 1988, sigue en marcha, y ha revelado adaptaciones como la de una cepa de esta bacteria que ha conseguido mantener un crecimiento sostenido en ácido cítrico, atributo ausente en todas las demás formas conocidas de E. coli, incluyendo la cepa inicial.

#### Guppys
Mientras estudiaba el guppy en Trinidad, el biólogo John Endler detectó una selección en marcha en las poblaciones de estos peces. Para descartar posibilidades alternativas, Endler puso en marcha un experimento muy controlado que reproducía su hábitat natural construyendo diez estanques en un invernadero laboratorio de la Universidad de Princeton. Cada uno de los estanques contenía grava similar a la de los estanques naturales. Tras capturar una muestra aleatoria de guppys en Trinidad, los crio y mezcló para crear poblaciones genéticamente diversas y midió el tamaño de cada pez (longitud, altura y zona de las manchas, longitud y altura relativas de las manchas y longitud del cuerpo). Para el experimento, añadió ejemplares de crenicichla alta (el principal predador del guppy) a cuatro de los estanques, rivulus hartii a otros cuatro, dejando dos de los estanques solo con guppys. Después de 10 generaciones, se compararon las poblaciones de los estanques y se volvieron a tomar medidas. Endler descubrió que las poblaciones habían desarrollado patrones de colores muy distintos en los estanques de control y sin predadores, y patrones de colores apagados en los estanques con predadores. La presión de los predadores había causado una selección que mimetizaba los peces con la grava del fondo.
De forma paralela, durante este ensayo, Endler llevó a cabo otro experimento sobre el terreno en Trinidad, donde capturó guppys en estanques en los que había predadores y los trasladó a otros, río arriba, en los que no los había. Tras 15 generaciones, Endler descubrió que los guppys trasladados habían desarrollado espléndidos patrones muy coloridos. Básicamente, ambos experimentos mostraron convergencia a causa de presiones similares de selección (es decir, la selección causada por los predadores en contra de los patrones coloridos y la selección sexual a favor de los patrones coloridos).
Además, un estudio posterior de David Reznick examinó la población 11 años después de que Endler reubicara los guppys río arriba. El estudio descubrió que las poblaciones habían evolucionado de varias formas diferentes: patrones de colores brillantes, maduración tardía, tamaños grandes, puestas más pequeñas y mayor supervivencia en cada puesta.
Otros estudios del P. reticulata y sus predadores en los arroyos de Trinidad indican que las distintas formas de selección por predación no sólo han cambiado los patrones de color, tamaño y comportamiento de los guppys, sino también su historia vital y sus patrones de historia vital.

#### Humanos
Se observa una selección natural en las poblaciones humanas contemporáneas. Recientemente se ha descubierto que las poblaciones en riesgo de contraer el kuru, una enfermedad neurodegenerativa, presentan una significativa cantidad de una variante inmune de la proteína priónica G127V frente a alelos no inmunes. Los científicos postularon que una de las razones de la rápida selección de esta variante genética es la alta mortalidad causada por la enfermedad en personas no inmunes. Otras tendencias evolutivas en otras poblaciones son el alargamiento del periodo reproductivo, y la reducción de los niveles de colesterol, glucosa en la sangre y tensión sanguínea.
Un ejemplo bien conocido de selección en las poblaciones humanas es la de la intolerancia a la lactosa. La intolerancia a la lactosa es la incapacidad de metabolizar la lactosa por falta de la enzima lactasa en el aparato digestivo. La condición normal de los mamíferos es que los bebés de una especie experimenten una reducción en la producción de lactasa al final del periodo de destete. En los humanos, en las sociedades que no consumen productos lácteos, la producción de lactasa suele reducirse en un 90 % durante los cuatro primeros años de vida, aunque hay grandes variaciones en este descenso a lo largo del tiempo. La persistencia de la lactasa en los adultos se asocia con dos polimorfismos: el C/T 13910 y el G/A 22018, ubicado en el gen MCM6. Esta diferencia genética impide el cese de la producción de lactasa, lo que permite a los miembros de estas poblaciones seguir consumiendo leche cruda y otros productos lácteos frescos y fermentados durante toda su vida sin ninguna dificultad. Esto parece ser una reciente adaptación evolutiva al consumo de lácteos (entre 10 000 y 7 500 años) que se produjo de forma independiente en las poblaciones históricamente dedicadas al pastoreo del norte de Europa y el este de África.

#### La lagartija italiana
En 1971, diez especímenes adultos de Podarcis sicula (lagartija italiana) fueron transportados de la isla croata de Pod Kopište a la isla de Pod Mrčaru (a unos 3,5 km al este). Ambas islas se encuentran en el mar Adriático, cerca de Lastovo, donde las lagartijas fundaron una nueva población cuello de botella. Las dos islas tienen similar tamaño, elevación, microclima y una ausencia general de predadores terrestres, y la P. sicula se expandió durante décadas sin interferencia humana, incluso desplazando a la Podarcis melisellensis autóctona.
En la década de 1990, los científicos regresaron a Pod Mrčaru y descubrieron que las lagartijas de la isla eran muy diferentes de las de Kopište. Aunque los análisis del ADN mitocondrial han verificado que las p. sicula que se hallan actualmente en Mrčaru son genéticamente muy similares a la población original de Kopište,  la nueva población de Mrčaru muestra un tamaño medio mayor, patas traseras más cortas, menor velocidad máxima y una respuesta alterada a los ataques simulados de predadores en comparación con la población original de Kopište. Estos cambios en la morfología y el comportamiento se atribuyen a una menor intensidad de la predación y una mayor protección de la vegetación en Mrčaru.
En 2008, un análisis más exhaustivo reveló que la población de P. sicula en Mrčaru tiene una morfología significativamente distinta de la cabeza (más larga, más ancha y más alta) y una fuerza de mordisco mayor que la población original de Kopište. Este cambio de forma de la cabeza corresponde con un cambio en la dieta: las P. sicula de Kopište son principalmente insectívoras, mientras que las de Mrčaru comen más plantas. Los cambios en el tipo de alimentación podrían haber contribuido a aumentar la densidad de población y a disminuir el comportamiento territorial de las lagartijas de Mrčaru.
Otra diferencia entre las dos poblaciones son las válvulas ileocecales de las lagartijas de Mrčaru, que retrasan el paso de los alimentos y poseen cámaras de fermentación, lo que permite a los microorganismos comensales convertir la celulosa en nutrientes que las lagartijas pueden digerir. Los investigadores también descubrieron que en los intestinos de las lagartijas de Mrčaru eran comunes los nematodos, mientras que se hallaban ausentes en la población de Kopište. Las válvulas ileocecales, que existen en menos de un 1 % de las especies conocidas de reptiles con escamas, constituyen una «novedad adaptativa, un rasgo totalmente nuevo que no se encuentra presente en la población ancestral y es resultado de la evolución de estos lagartos».

#### Presión selectiva causada por los humanos en organismos estudiados
Un ejemplo en el que se observa directamente la modificación de los genes a causa de presiones selectivas es la resistencia a los bifenilos policlorados (PCB) en el bacalao. Después de que General Electric vertiera PCB sistemáticamente en el río Hudson de 1947 a 1976, se descubrió que el bacalao de Groenlandia que vive en el río había desarrollado una creciente resistencia a los efectos tóxicos del compuesto.
La tolerancia a las toxinas se debe a un cambio en la codificación de un gen específico. Se tomaron muestras genéticas de los bacalaos de ocho ríos distintos en la región de Nueva Inglaterra: el río San Lorenzo, el Miramichi, el Margaree, el Squamscott, el Niantic, la bahía de Shinnecock, el Hudson y el Hackensack. Los análisis genéticos descubrieron que en la población de bacalao de los cuatro ríos más meridionales, el gen AHR2 estaba presente como alelo con dos aminoácidos menos. Esta diferencia proporciona una resistencia al PCB en la especie, y se encontró en un 99 % de los bacalaos del Hudson, un 92 % de los del Hackensack, un 6 % del Niantic y un 5 % de la bahía de Shinnecock. Este patrón en las muestras apunta a una relación directa de las presiones selectivas que evoluciona hacia la resistencia al PCB en el bacalao de Groenlandia.
Se realizó un estudio similar con los hidrocarburos policíclicos aromáticos (PAH) que contaminan las aguas del río Elizabeth en Portsmouth (Virginia). Este compuesto químico es producto de la creosota, un tipo de alquitrán. El fundulus heteroclitus ha desarrollado una resistencia a los PAH que afecta al gen AHR (el mismo que en el caso de los bacalaos de Groenlandia). Este estudio concreto se centró en la resistencia a «la aguda toxicidad y la teratogénesis cardíaca» causadas por los PAH.
La contaminación causada por los humanos se presenta en distintas formas. Los hongos radiotróficos son un buen ejemplo de selección natural posterior a un accidente químico. Estos hongos, que parecen usar la melanina para convertir los rayos gamma en energía química para el crecimiento, fueron descubiertos en 2007 en forma de moho que crecía dentro y fuera de la central nuclear de Chernóbil. Las investigaciones realizadas en la Escuela de Medicina Albert Einstein demostraron que tres hongos con melanina —Cladosporium sphaerospermum, Wangiella dermatitidis y Cryptococcus neoformans— incrementaban su biomasa y el acetato acumulado en un entorno cuyos niveles de radiación fueran 500 veces superiores a lo normal. 
Otro ejemplo de adaptación de organismos a las condiciones causadas por los humanos es el de las bacterias comedoras de nailon: una cepa de flavobacterium capaz de digerir ciertos derivados de la manufactura del nailon 6. Los científicos están de acuerdo en que la capacidad de sintetizar nylonasas es probablemente una mutación que mejoró la posibilidad de supervivencia de la bacteria mutada, lo que se ve como un buen ejemplo de evolución causada por la mutación y la selección natural que no podría haber existido sin la producción de nailon por parte de los humanos.
La fauna urbana es un caso muy extendido y fácilmente observable de presión selectiva causada por los humanos en la vida silvestre. Con el crecimiento de los hábitats humanos, muchos animales se han adaptado a sobrevivir en estos entornos urbanos. Estos tipos de entornos pueden ejercer presiones selectivas en organismos, que a menudo conducen a nuevas adaptaciones. Por ejemplo, la planta crepis sancta que se encuentra en Francia, produce dos tipos de semillas, unas pesadas y otras esponjosas. Las pesadas caen cerca de la planta original, mientras que las esponjosas flotan más lejos con el viento. En los entornos urbanos, las semillas que flotan lejos aterrizan a menudo en hormigón. La planta tarda entre 5 y 12 generaciones en evolucionar para producir semillas considerablemente más pesadas que sus parientes rurales
Otros ejemplos son los cambios fenotípicos como la alteración de color (melanismo industrial) de la mariposa del abedul (Biston betularia) causada por la contaminación provocada por la Revolución Industrial en Inglaterra.

#### Resistencia a antibióticos y pesticidas
El desarrollo y la propagación de bacterias resistentes a los antibióticos, y de formas de plantas e insectos resistentes a los pesticidas, evidencia el cambio y la evolución de las especies. La aparición del estafilococo áureo resistente a la vancomicina, con el peligro que supone para los pacientes de los hospitales, es resultado directo de la evolución por selección natural. El aumento de cepas de shigella resistentes a las sulfamidas también demuestra la generación de nueva información como proceso evolutivo. De forma similar, la aparición de resistencia al DDT en varias clases de mosquito anopheles y de la resistencia a la mixomatosis en poblaciones de conejos de granja en Australia son prueba de la existencia de la evolución en situaciones de presión selectiva sobre especies de rápida reproducción.

#### Selección artificial

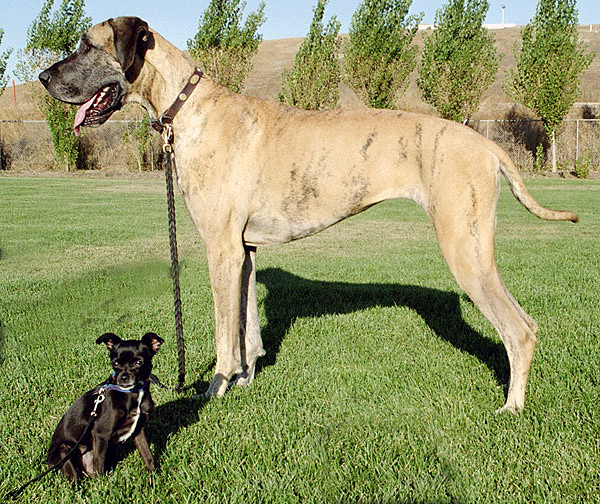
La mezcla entre perro Chihuahua y gran danés ilustra la gama de tamaños que puede darse en las razas de estos animales

La selección artificial demuestra que puede existir diversidad entre organismos que comparten un ancestro común relativamente reciente. En la selección artificial, una especie se cría selectivamente en cada generación, permitiendo solo los organismos que exhiben las características que se quieren reproducir, y desarrollando estas características de forma creciente en cada generación. La selección artificial ya se practicaba con éxito mucho antes de que la ciencia descubriera su base genética. Ejemplos de selección artificial son la cría de perros, los alimentos genéticamente modificados, el cultivo de flores o el cultivo de alimentos como la col silvestre.

## Evidencia a partir de la observación de la especiación
La especiación es el proceso evolutivo por el que surgen nuevas especies biológicas. La especiación puede darse a partir de numerosas causas y se clasifica de distintas formas (alopátrica, simpátrica, poliploidía, etc). Los científicos han observado numerosos ejemplos de especiación en la naturaleza y el laboratorio, pero la evolución ha producido muchas más especies de lo que podría parecer necesario. Por ejemplo, existen más de 350 000 especies descritas de escarabajo. De la observación de la biogeografía insular y del proceso de la radiación adaptativa se desprenden buenos ejemplos de especiación (descritos anteriormente). La paleontología no puede distinguir especies sobre la base genética como hace la investigación de las especies existentes. No obstante, puede recurrir a otros métodos para determinar la diferenciación de las especies. Los ejemplos que se describen a continuación representan distintos tipos de observación de la especiación y proporcionan sólidas pruebas de un antepasado común. Estos ejemplos distan mucho de ser exhaustivos, y solo suponen una pequeña parte de los casos observados.

### Ejemplos específicos

#### El mosquito del metro de Londres
El mosquito del metro de Londres es una especie de mosquito del género culex que se halla en el metro de Londres. Este insecto evolucionó a partir de la especie culex pipiens, que vive en la superficie.
Este mosquito, aunque se descubrió en los túneles del metro londinense, se ha encontrado también en otros sistemas de metro por todo el mundo. Se creía que podría ser una adaptación del culex pipiens estos sistemas de túneles construidos por el hombre en el siglo pasado, aunque pruebas más recientes sugieren que es una variedad de mosquito más meridional emparentado con el culex pipiens que se ha adaptado al cálido entorno subterráneo en las ciudades septentrionales.
La especie presenta comportamientos muy diferentes, tiene dificultades para aparearse y parece responder a un cambio genético durante un efecto fundador. Concretamente, el mosquito del metro, Culex pipiens molestus, cría durante todo el año, no tiene resistencia al frío y pica a ratas, ratones y humanos, a diferencia de la especie de la superficie, el culex pipiens, que soporta el frío, hiberna en invierno, y solo pica a las aves. Cuando se cruzaron ambas especies, los huevos eran infértiles, lo que sugiere un aislamiento reproductivo.
Los datos genéticos indican que la forma molestus del mosquito del metro de Londres parece tener un antepasado común, contradiciendo que la población de cada estación esté relacionada con la población más cercana de la superficie (es decir, la forma pipiens). La hipótesis de trabajo de Bryne y Nichols fue que la adaptación al entorno subterráneo había ocurrido en Londres una sola vez.
Estas poblaciones tan separadas se distinguen por pequeñas diferencias genéticas, que sugieren que la forma molestus desarrolló una sola diferencia en el ADN mitocondrial que comparten las poblaciones subterráneas de diez ciudades rusas, y una sola diferencia microsatélite fija en las poblaciones repartidas por Europa, Japón, Australia, Oriente Medio y las islas atlánticas.

#### El oso polar
Un notable ejemplo de selección natural, aislamiento geográfico y especiación en marcha es la relación entre el oso polar (Ursus maritimus) y el oso pardo (Ursus arctos). Aunque se consideraban dos especies totalmente diferentes, pruebas recientes sugieren que ambos osos pueden cruzarse y producir descendencia fértil. Los datos moleculares arrojan estimaciones de una divergencia en el tiempo que oscila de hace 70 000 años a 1,5 millones. El fósil de oso polar más antiguo que se conoce tiene una edad de 100 000 años. La hipótesis de los científicos es que hace unos 200 000 años (cuando el océano Ártico estaba completamente cubierto de hielo y la tierra estaba sumida en una glaciación) una población de osos pardos quedó aislada a causa de los glaciares (hace unos 125 000 años) y evolucionó a lo largo del tiempo adaptándose a su entorno. Este proceso se conoce como especiación alopátrica. Los osos adquirieron considerables diferencias fisiológicas con el oso pardo, que permitieron que el oso polar sobreviviera fácilmente en condiciones en las que el primero no hubiera podido hacerlo. La capacidad de nadar más de 25 km en aguas heladas, mimetizarse con la nieve y mantenerse caliente en el entorno ártico son algunas de las adaptaciones del oso polar. Además, cuando nadan, el alargamiento del cuello les facilita mantener la cabeza fuera del agua, y sus enormes patas palmeadas actúan como remos. El oso polar también ha desarrollado pequeñas ventosas en las suelas de las patas que impiden que resbale en el hielo, además de cubrirse con una espesa pelusa para protegerlas del intenso frío y proporcionar tracción. También tienen las orejas más pequeñas para reducir la pérdida de calor, pestañas que actúan como gafas de sol, están adaptados a una dieta únicamente carnívora, poseen una gran capacidad estomacal que permite la alimentación oportunista y la facultad de ayunar hasta nueve meses consecutivos mientras reciclan su urea. A pesar de todas esas características diferenciadoras, las dos especies de oso se han reunido en la actualidad a causa del calentamiento del Ártico y del retroceso de los glaciares. Sorprendentemente, estas especies pueden cruzarse, pero el oso polar se considera una subespecie del oso pardo. Este ejemplo presenta un cambio macroevolutivo en el que interviene una amalgama de distintos campos de la biología evolutiva, como la adaptación por la selección natural, el aislamiento geográfico, la especiación y la hibridación.

#### LaArabidopsis thaliana

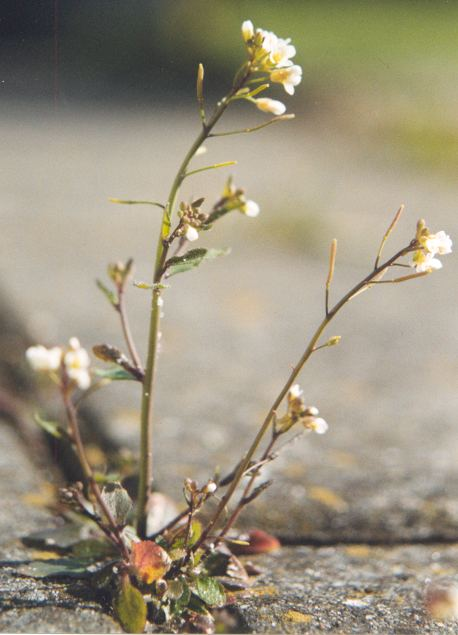
Arabidopsis thaliana

Kirsten Bomblies y otros científicos del Instituto Max Planck para la Biología del Desarrollo descubrieron que cada progenitor pasaba dos genes a la planta Arabidopsis thaliana. Cuando los genes se traspasan, inician una reacción en la planta híbrida que vuelve a su sistema inmune en contra de dichos genes. En los progenitores, los genes no son nocivos, pero han evolucionado por separado para reaccionar de forma perjudicial cuando se combinan.
Para comprobarlo, Bomblies cruzó 280 cepas genéticamente diferentes de arabidopsis de 861 formas distintas, y descubrió que el 2% de los híbridos resultantes eran necróticos. Además de los mismos indicadores, las 20 plantas compartían una colección comparable de actividad genética en un grupo de 1080 genes. En casi todos los casos, Bomblies descubrió que solo hacían falta dos genes para causar una respuesta autoinmune. Bomblies estudió un híbrido en detalle y halló que uno de los dos genes pertenecía al tipo NB-LRR, un grupo de genes resistentes a la enfermedad que interviene en el reconocimiento de nuevas infecciones. Cuando Bomblies eliminó el gen problemático, los híbridos se desarrollaron normalmente.
En generaciones sucesivas, estas incompatibilidades pueden crear divisiones entre distintas cepas de la planta, reduciendo sus posibilidades de reproducirse con éxito y convirtiendo dichas cepas en especies diferentes.

#### La curruca capirotada
La Sylvia atricapilla, llamada comúnmente curruca capirotada, vive de forma permanente en el sur de Europa y Gran Bretaña. En el resto de Europa, vive y se reproduce durante el verano, y en invierno migra al sur y a las islas británicas. Gregor Rolshausen, de la universidad de Friburgo, descubrió que se está produciendo una separación genética entre el grupo que migra a España y el que migra a Gran Bretaña desde Alemania. Las diferencias observadas han surgido en unas 30 generaciones. Realizando una secuenciación de ADN, cada ave puede asignarse a un grupo con un 85 % de precisión. Stuart Bearhop, de la universidad de Exeter, descubrió que las currucas que invernan en Gran Bretaña tienden a aparearse entre ella, y no con las que invernan en el Mediterráneo. Aún no es seguro que las dos poblaciones se conviertan en dos especies distintas, pero es lo que esperan los científicos, dada su continua separación genética y geográfica.

#### La mosca de la fruta

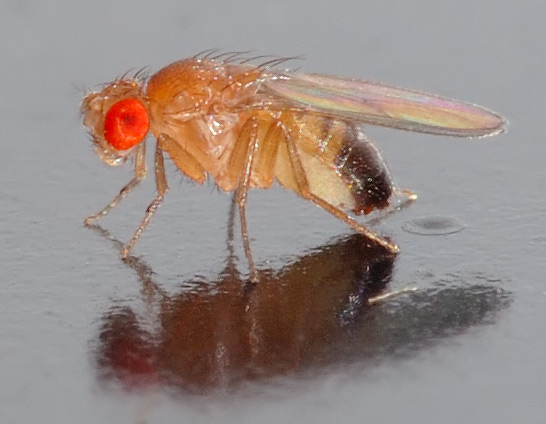
Mosca de la fruta común (Drosophila melanogaster)

William R. Rice y George W. Salt hallaron evidencias experimentales de especiación simpátrica en la mosca de la fruta. Reunieron una población de este insecto en Davis (California) y colocaron las pupas en un laberinto, que las moscas recién nacidas debían investigar para encontrar alimento. Las moscas tenían tres opciones para encontrar comida: luz y oscuridad (fototaxia), arriba y abajo (geotaxia) y los aromas de acetaldehído y de etanol (quimiotaxis). Estas opciones terminaron por dividir a las moscas en 24 hábitats espaciotemporales.
Los científicos cultivaron dos cepas que eligieron hábitats opuestos. Una de las cepas había emergido rápidamente, volando de forma inmediata en la oscuridad atraída por el acetaldehído. La otra cepa emergió más tarde, y voló rápidamente hacia abajo, atraída por la luz y el etanol. Las pupas de las dos cepas se colocaron juntas en el laberinto y se les permitió aparearse en el lugar donde se encontraba el alimento, retirando las hembras que habían cambiado de hábitat, para que sus gametos no pasaran a la siguiente generación. Tras 25 generaciones de ensayo, se observó aislamiento reproductivo entre las dos cepas. Se repitió el experimento sin retirar a las hembras que cambiaban de hábitat y el resultado fue el mismo: se produjo aislamiento reproductivo.

#### La mosca de la manzana
Un ejemplo de evolución en marcha es el caso de la mosca de la manzana, Rhagoletis pomonella, que parece estar experimentando una especiación simpátrica. Distintas poblaciones de esta mosca se alimentan de distintas frutas. En el siglo XIX emergió en Norteamérica una población diferenciada, poco después de que se introdujera en el país la manzana, una fruta no autóctona del continente. Esta población se suele alimentar solo de manzanas, en lugar de los frutos del espino, como es tradicional. Con las poblaciones que se alimentan del espino sucede lo contrario. Otras pruebas, como diferencias en las alozimas, el hecho de que las moscas del espino maduren más lentamente y cuando la estación está más avanzada que las moscas de la manzana, y que haya poca evidencia de reproducción cruzada entre ambos tipos de mosca (se ha documentado un índice de hibridación de entre un 4 y un 6 %) sugiere que se está produciendo una especiación.

#### La poecilia
La poecilia (Poecilia mexicana) es un pequeño pez que vive en la cueva Lechuguilla (México). Años de estudio han descubierto que está aumentando la divergencia genética entre dos poblaciones distintas de poecilias —la de interior, más oscura, y la de aguas superficiales, de color más brillante—, aunque entre las dos poblaciones no existen barreras físicas. 
Existe un insecto acuático de la familia de los belostomátidos que caza poecilias. Tobler recogió ejemplares de este insecto y de los dos tipos de poecilia, los colocó en grandes botellas de plástico y los volvió a llevar a las cueva. Un día después se vio que con luz, los peces adaptados a la cueva sufrieron el mayor daño, mientras que en la oscuridad, la situación era la contraria. Los sentidos de los peces detectaban la amenaza de los predadores en su propio hábitat, pero no en el hábitat de los otros, y por tanto, su traslado de un lugar a otro incrementaba considerablemente el riesgo de muerte. Tobler aún no ha acabado sus experimentos, pero considera que este es un buen ejemplo de la aparición de una nueva especie.

#### Turborotalia
Los sedimentos de los fondos marinos proporcionan una significativa cantidad de datos sobre los microfósiles de plancton. Gracias a la sucesión de fósiles en los estratos se pueden determinar las tendencias evolutivas entre los organismos fósiles. Además se pueden interpretar incidencias de especiación a partir de estos datos, y se han llevado a cabo numerosos estudios que documentan la evolución morfológica y la especiación. Recientemente se ha realizado un estudio sobre los foraminíferos planctónicos llamados turborotalia, uno de los grupos más amplios. Los autores,  Paul N. Pearson y Thomas H. G. Ezard, extrajeron «51 muestras estratigráficamente ordenadas» de un lugar dentro del giro oceánico estable del Pacífico Norte. Se examinaron 200 especies individuales en cada una de las 51 muestras, utilizando diez características morfológicas específicas.
El estudio demostró que las especies siguieron evolucionando de forma no direccional en el Eoceno, desde hace 45 millones de años (Ma) hasta hace unos 36 Ma. Entre 36 Ma y unos 34 Ma, las capas de estratos muestran dos grupos diferenciados con características muy definidas. Los autores concluyeron que se había producido una especiación y que las dos nuevas especies tenían un antepasado común. Como ocurre a menudo en la biología evolutiva, este ejemplo demuestra su naturaleza interdisciplinar y la necesidad de recabar datos de distintos campos (por ejemplo, oceanografía, paleontología), así como de la integración del análisis matemático (biometría).

### Fertilidad entre especies o hibridación
Según se desprende de los estudios en laboratorio y se observa en casos de especiación en la naturaleza, que dos especies diferentes sean capaces de reproducirse entre ellas o crear híbridos implica que estas especies están estrechamente relacionadas. También se ha descubierto que la hibridación es precursora de la creación de nuevas especies al ser fuente de nuevos genes. Los ejemplos siguientes son solo una pequeña parte de los casos observados de especiación por medio de la hibridación. Las plantas dependen a menudo de la hibridación para la creación de nuevas especies

#### Mimulus peregrinus
Se ha observado la creación de una nueva especie alopoliploide de planta, la mimulus peregrinus, en las orillas del río Shortcleuch, en Leadhills (South Lanarkshire, Escocia). Proveniente del cruce de dos especies, la mimulus guttatus (que contiene 14 pares de cromosomas) y la mimulus luteus (que contiene 30 o 31 pares, por duplicación cromosómica), la m. peregrinus tiene seis copias de sus cromosomas, a causa de la duplicación del híbrido triploide estéril. La naturaleza de esta especie le da la capacidad de autofertilizarse. A causa de su número de cromosomas, no puede cruzarse con la m. guttatus, la m. luteus o sus descendientes triploides estériles. La m. peregrinus solo tiene dos opciones: o morir sin descendencia o reproducirse consigo misma dando lugar a una nueva especie.

#### Raphanobrassica
La denominación raphanobrassica abarca todos los híbridos entre los géneros raphanus (rábanos) y brassica (coles)
La raphanobrassica es un cruce alopoliploide entre el rábano (raphanus sativus) y el repollo (brassica oleracea). Se le suele llamar «reponito». Se conocen otras dos formas fértiles de raphanobrassica, un híbrido alopoliploide entre el raphanus sativus y la brassica rapa, que se cultiva como forraje, y otro híbrido alopoliploide entre la brassica tournefortii y el raphanus caudatus.
La raphanobrassica es una planta fascinante, porque a pesar de su naturaleza híbrida, no es estéril. Esta circunstancia ha hecho que algunos botánicos propongan que la hibridación accidental de una flor con polen de otra especie en la naturaleza puede ser un mecanismo de especiación común en las plantas superiores.

#### Senecio
El senecio de Gales es un alopoliploide, una planta que contiene conjuntos de cromosomas que se originan de dos especies diferentes. Desciende del senecio × baxteri , un híbrido infértil que surge espontáneamente cuando el senecio vulgaris y el Senecio squalidus crecen juntos. A principios del siglo XX, una duplicación accidental del número de cromosomas del senecio × baxteri condujo a la formación de una nueva especie fértil.
El senecio eboracensis es una especie híbrida del senecio squalidus, planta autoincompatible, y el senecio vulgaris, autocompatible. El senecio eboracensis es también autocompatible, aunque de forma natural se cruza poco o nada con su especie progenitora, y por tanto muestra aislamiento reproductivo, lo que indica que existen fuertes barreras reproductivas entre este nuevo híbrido y sus progenitores.
El senecio eboracensis es resultado de un retrocuzamiento del híbrido F1 y el s. vulgaris. El s. vulgaris es nativo de Gran Bretaña, mientras que el s. squalidus se introdujo desde Sicilia a principios del siglo XVIII. Por tanto, el s. eboracensis es una especie que ha derivado de estas dos en los últimos 300 años.
Se conocen otros híbridos descendientes de estos dos mismos progenitores. Algunos son infértiles, como el s. x baxteri. Entre los fértiles, la variedad  hibernicus del senecio vulgaris, y el alohexaploide senecio cambrensis, que según la evidencia molecular se originó probablemente de forma independiente al menos tres veces en distintos lugares. Las pruebas morfológicas y genéticas indican que el S. eboracensis es una forma separada de otros híbridos conocidos.

#### Tragopogon(Salsifí)

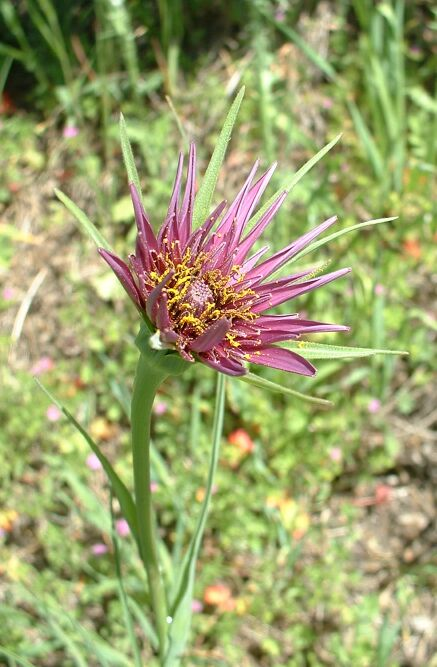
Salsifí púrpura, tragopogon porrifolius

El tragopogon es un ejemplo de especiación por hibridación. A principios del siglo XX, los humanos introdujeron tres especies de salsifís en Norteamérica. Estas especies, el tragopogon dubius,  el tragopogon pratensis y el tragopogon porrifolius, son ahora plantas comunes en solares urbanos. En los años 1950, los botánicos hallaron dos nuevas especies en los estados de Idaho y Washington donde coincidieron las tres especies introducidas. Una de las nuevas especies, el 
tragopogon miscellus, es un tetraploide híbrido del t. dubius y el t. pratensis. La otra especie nueva, el  tragopogon mirus, también es un alopoliploide, pero sus ancestros son el t. dubius y el t. porrifolius. Estas nuevas especies suelen denominarse «híbridos de Ownbey» por el botánico que los describió por primera vez. La población de t. mirus suele crecer por reproducción de sus propios miembros, pero siguen produciéndose episodios de hibridación.
El t. dubius y el t. pratensis se cruzaron en Europa, pero nunca se obtuvieron híbridos. Un estudio publicado en marzo de 2011 concluyó que cuando estas dos plantas se introdujeron en América del Norte en los años 1920, se cruzaron y doblaron en número de cromosomas en el híbrido miscellus, lo que permitió una mayor variedad genética. Esta especiación por hibridación, observable en la naturaleza, es otra evidencia del ancestro común de los organismos y el periodo que necesita una nueva especie para surgir en un entorno nuevo. En los laboratorios se reproducen hibridaciones artificialmente desde 2004.

## Evidencia derivada de la computación y la iteración matemática
La informática permite el estudio de la iteración de sistemas complejos cambiantes, permitiendo la comprensión matemática de la naturaleza de los procesos que conducen a la evolución, proporcionando evidencias de las causas ocultas de eventos evolutivos conocidos. Así ha podido estudiarse por primera vez de forma exacta la evolución de ciertos mecanismos celulares específicos, como los Espliceosomas, que pueden convertir el genoma de la célula en un vasto taller de billones de partes intercambiables que crean herramientas, que a su vez crean otras herramientas, y así sucesivamente.
«Ha costado más de cinco décadas, pero el ordenador electrónico es ahora lo suficientemente potente para simular la evolución», ayudando a la bioinformática en su intento de resolver problemas biológicos.
La biología evolutiva computacional permite a los investigadores rastrear la evolución de un gran número de organismos midiendo los cambios en su ADN, en lugar de limitarse a la taxonomía física o a las observaciones fisiológicas. Compara genomas completos, permitiendo el estudio de eventos evolutivos más complejos, como la duplicación cromosómica, la transferencia genética horizontal y la predicción de factores importantes en la especiación. También ha contribuido a elaborar modelos computacionales complejos de poblaciones para predecir el resultado del sistema a largo plazo, así como a recabar y compartir información sobre un número cada vez mayor de especies y organismos.
Entre los proyectos futuros está el de reconstruir un árbol de la vida ahora más complejo.
«La simulación informática de la evolución de secuencias lineales ha demostrado la importancia de recombinar bloques de secuencias en lugar de limitarse a la mutagénesis. Ciclos repetidos de mutagénesis, recombinación y selección permitien la evolución molecular in vitro de secuencias complejas, como las proteínas». En la ingeniería molecular evolutiva, también llamada evolución dirigida o evolución molecular in vitro, intervienen ciclos iterados de mutación, multiplicación con recombinación y selección de la molécula individual más adecuada (proteínas, ADN y ARN). Se puede reproducir la evolución natural, mostrando así las posibles vías desde los ciclos catalíticos basados en proteínas a los basados en ARN y a los basados en ADN.

### Ejemplos específicos

#### Simulación Ávida
Richard Lenski, Charles Ofria y otros, en la Universidad Estatal de Míchigan desarrollaron un programa informático de vida artificial capaz de detallar la evolución de sistemas complejos. El programa utiliza valores que se fijan para determinar mutaciones aleatorias y permite el efecto de la selección natural para conservar los rasgos beneficiosos. El programa fue bautizado como «Avida», y comienza con una placa de Petri artificial en la que se reproducen organismos; se realizan cálculos matemáticos para conseguir recompensas de tiempo computacional para la replicación. El programa añade aleatoriamente mutaciones a las copias de los organismos artificiales para permitir la selección natural. Conforme se reproduce la vida artificial, se adaptan distintas líneas, que evolucionan dependiendo de los entornos que se les han fijado. Este programa tiene la ventaja de ser capaz de reproducir a gran velocidad lo que sucede en la vida real